# Rimpatrio dei beni culturali

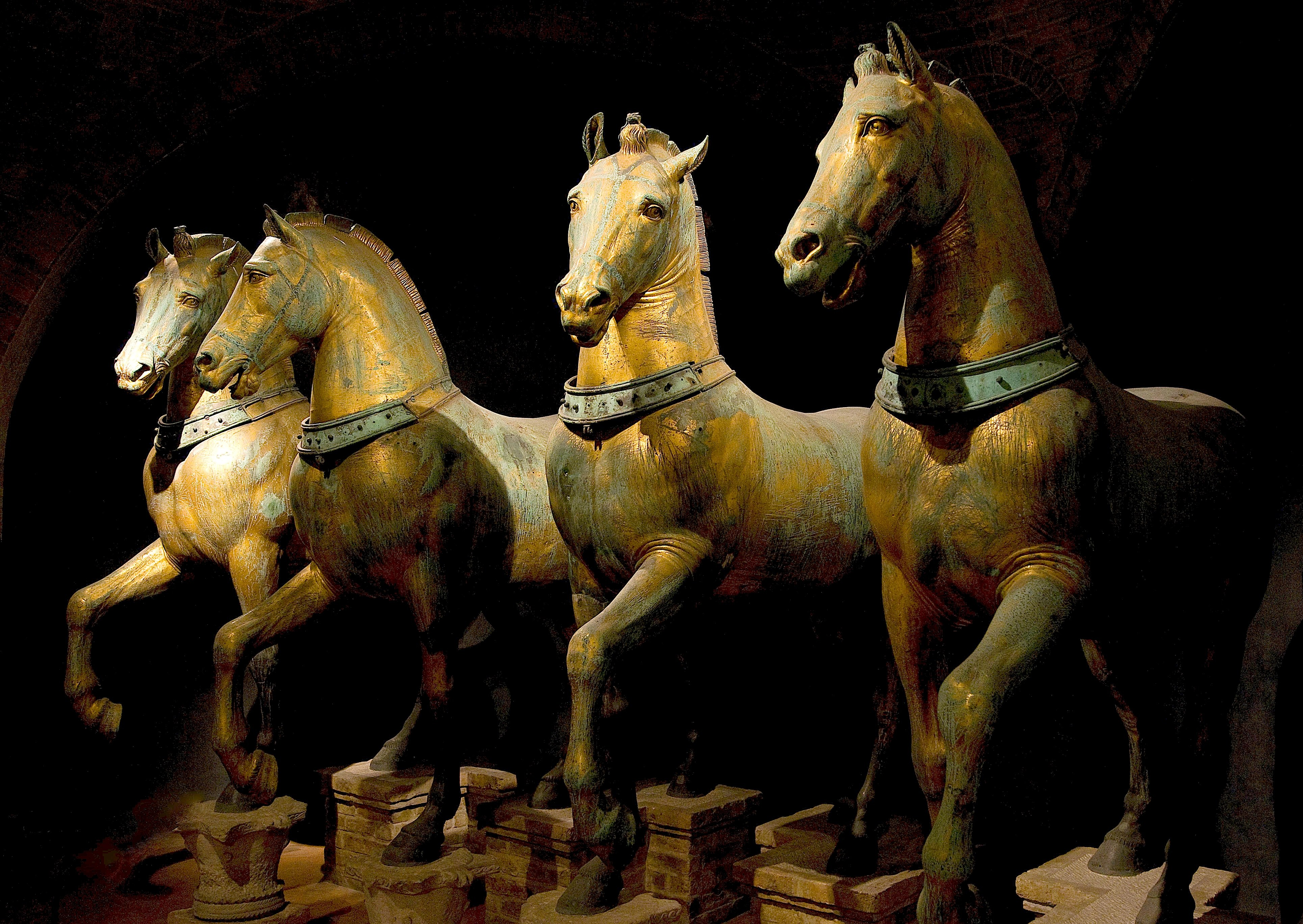
I Cavalli di San Marco furono depredati durante il Sacco di Costantinopoli del 1204 da parte dei veneziani, per poi essere stati oggetto di saccheggio delle forze napoleoniche nel 1797. Tornarono in Italia nel 1815.

Si definisce rimpatrio (o ritorno) dei beni culturali la ricollocazione di un manufatto dalla valenza storico-culturale nel proprio aereale d'origine, od agli ex proprietari (ed i loro eredi).
Gli oggetti contestati, spesso depredati in episodi bellici, variano ampiamente e comprendono sculture, dipinti, monumenti, oggetti come strumenti o armi per scopi di studio antropologico e resti umani.
Il saccheggio del patrimonio culturale dei popoli sconfitti con la guerra è una pratica comune fin dall'antichità. In epoca moderna, risultano particolarmente degne di nota le spoliazioni napoleoniche: una serie di confische di opere d'arte e oggetti preziosi effettuate dall'esercito francese o da ufficiali francesi nei territori del Primo Impero francese, tra cui la penisola italiana, la Spagna, il Portogallo, i Paesi Bassi, e l'Europa centrale. Il saccheggio continuò per quasi 20 anni, dal 1797 al Congresso di Vienna del 1815.
Dopo la sconfitta di Napoleone, alcune delle opere d'arte saccheggiate furono restituite al loro paese d'origine, tra cui il Leone ed i Cavalli di San Marco, che furono rimpatriati a Venezia. Ma molte altre opere d'arte sono rimaste nei musei francesi, in primo luogo il Louvre e la Biblioteca nazionale.
All'inizio del XXI secolo, i dibattiti sulle acquisizioni da parte delle collezioni occidentali dei manufatti di origine coloniale si sono incentrati sia su argomenti contro che a favore dei rimpatri. Dalla pubblicazione del rapporto francese sulla restituzione del patrimonio culturale africano nel 2018, l'opinione pubblica ha favorito le restituzioni su basi morali piuttosto che meramente legali.

## Antefatti

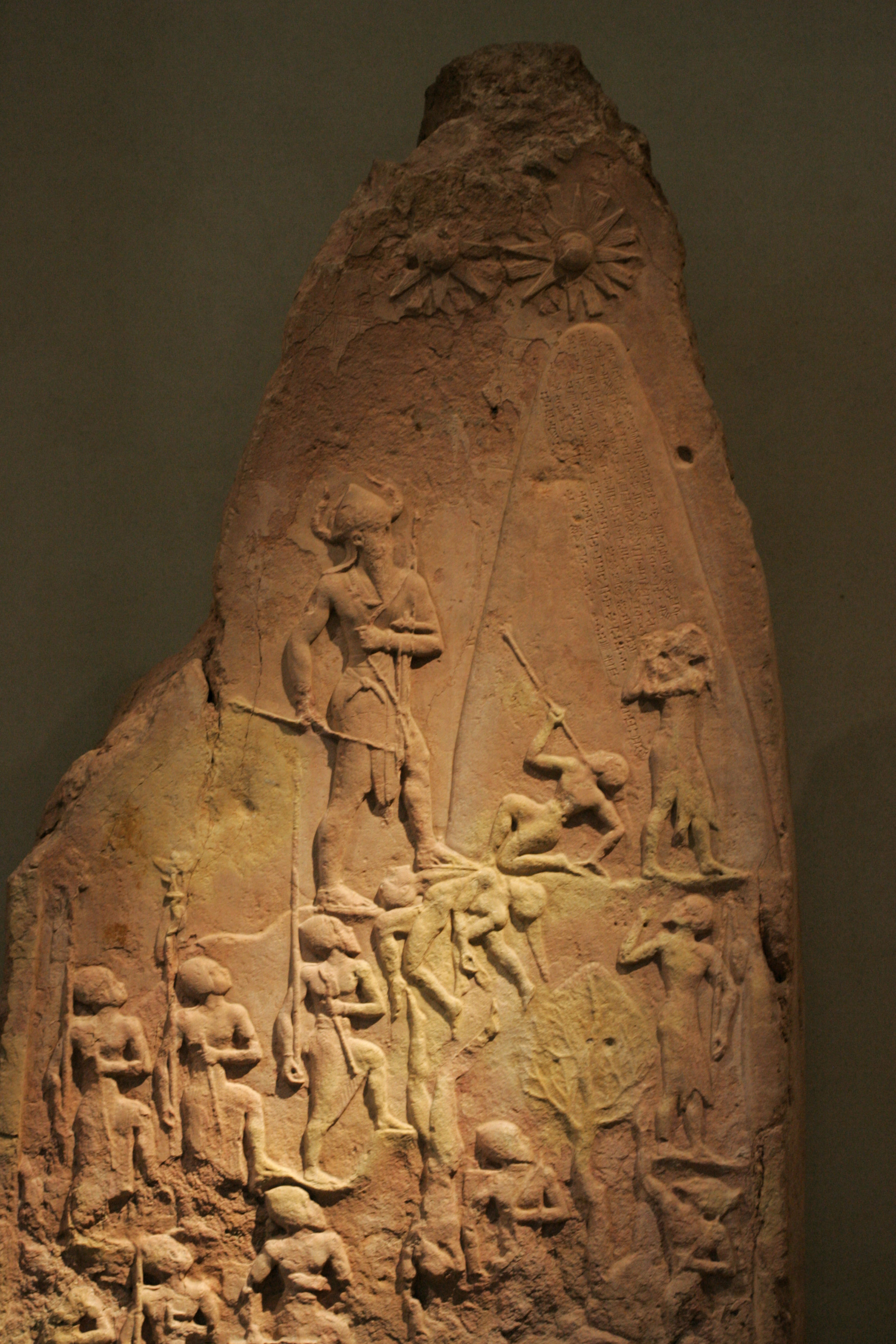
Stele della vittoria di Naram Sin, dinastia accadica, regno di Naram-Sin (2254–2218 a.C.). Museo del Louvre, Parigi.

### Guerra e saccheggio

#### Mondo antico
La guerra ed il conseguente saccheggio dei popoli sconfitti sono stati pratica comune fin dai tempi antichi. La stele del re Naram-Sin di Akkad, ora esposta nel Museo del Louvre a Parigi, è una delle prime opere d'arte conosciute ad essere stata saccheggiata in guerra. Commemora la vittoria di Naram-Sin in una battaglia contro il popolo Lullubi nel 2250 a.C. fu presa come bottino circa mille anni dopo dagli Elamiti che la trasferirono nella loro capitale a Susa, in Persia. Lì fu scoperta nel 1898 da archeologi francesi.
Il Palladio è forse la più celebre statua trafugata del mondo occidentale, cui fama si lega ad un mito, ma di cui la veridicità storica è contestata: durante la guerra di Troia, gli achei seppero da Eleno, figlio di Priamo, che la città non sarebbe stata conquistata fintanto che il Palladio si trovasse in città. Ulisse e Diomede si travestirono allora da mendicanti ed entrarono in città, presero l'immagine della dea e, scavalcando le mura, la portarono nel loro accampamento. Questa avventura viene menzionata come una delle cause della sconfitta troiana.

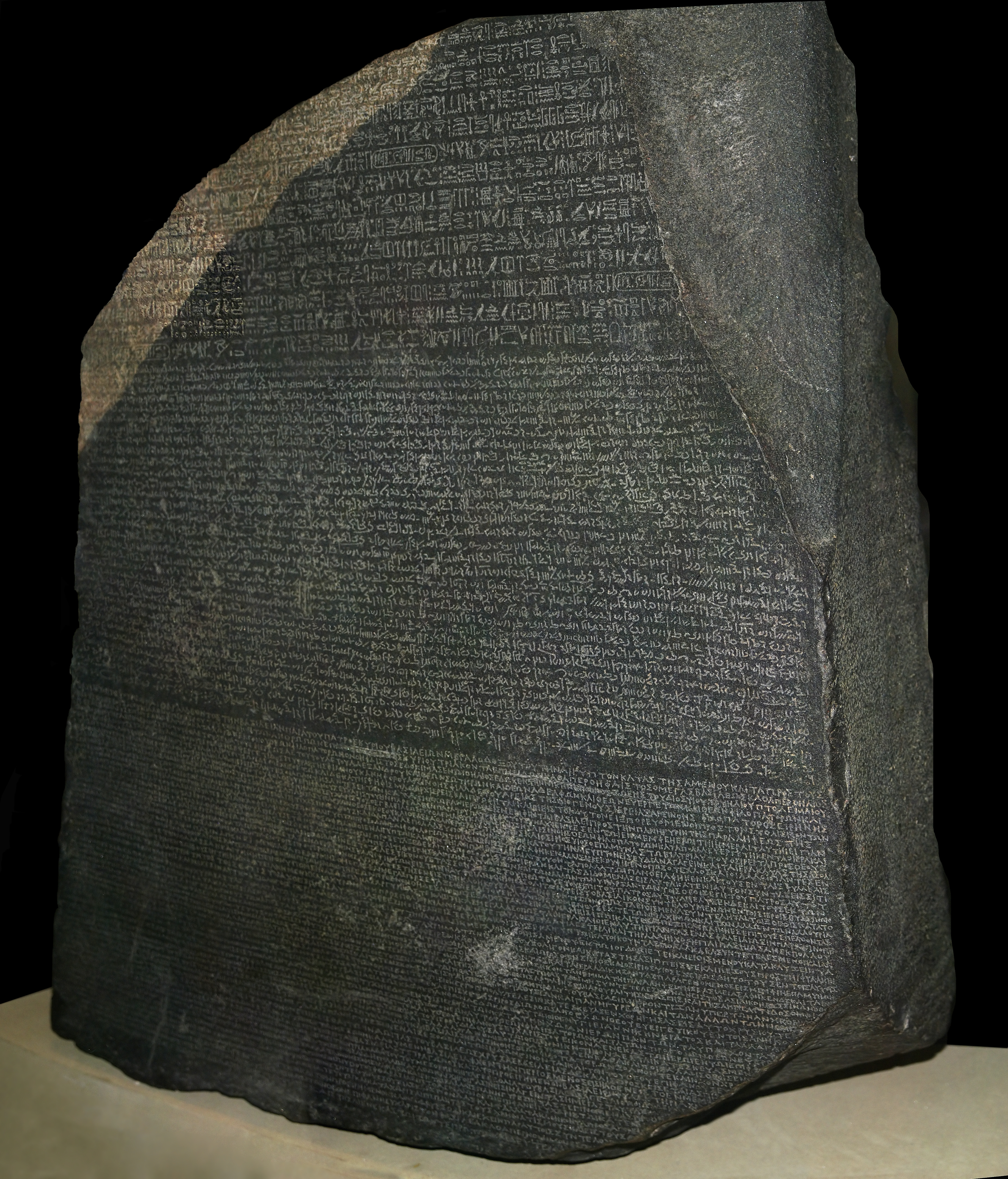
La Stele di Rosetta, chiave per la decifrazione dei geroglifici egizi, 196 a.C.

Secondo il mito romano, Roma fu fondata da Romolo, che destinò il bottino sottratto a un sovrano nemico al tempio di Giove Feretrio. Nelle numerose guerre successive di Roma, armature e armi macchiate di sangue furono raccolte e collocate nei templi come simbolo di rispetto verso le divinità dei nemici e come un modo per ottenere il loro patrocinio. Mentre il potere romano si diffondeva in tutta Italia, in Magna Grecia, l'arte locale fu talvolta saccheggiata e ostentatamente esposta a Roma. Tuttavia, si ritiene che il corteo trionfale di Marco Claudio Marcello dopo la caduta di Siracusa nel 211 abbia stimolato diverso approccio verso i santuari conquistati, poiché il fatto, all'epoca, suscitò molte reazioni negative.
Secondo Plinio il Vecchio, l'imperatore Augusto si impegnò a restituire parte dei manufatti trafugati dai suoi predecessori e ricollocarli nelle posizioni originarie.
Un precedente meramente legale per il rimpatrio dell'arte trafugata è ad opera di Cicerone, che fece condannare Gaio Licinio Verre, membro del senato responsabile di svariati saccheggi ai danni dei popoli sconfitti da Roma. Il discorso di Cicerone influenzò il pensiero illuminista europeo ed ebbe un impatto indiretto sul dibattito moderno sul rimpatrio dell'arte trafugata. L'argomentazione di Cicerone esprimeva determinati standard da rispettare quando si trattava di appropriarsi di beni culturali di un altro popolo, distinguendo tra usi pubblici e privati dell'arte, e stabiliva anche un codice di condotta per l'amministrazione imperiale da seguire in tempo di guerra. Sia Napoleone che Lord Elgin sono stati paragonati a Verre per le loro condotte saccheggiatorie.

#### Il saccheggio durante l'impero napoleonico

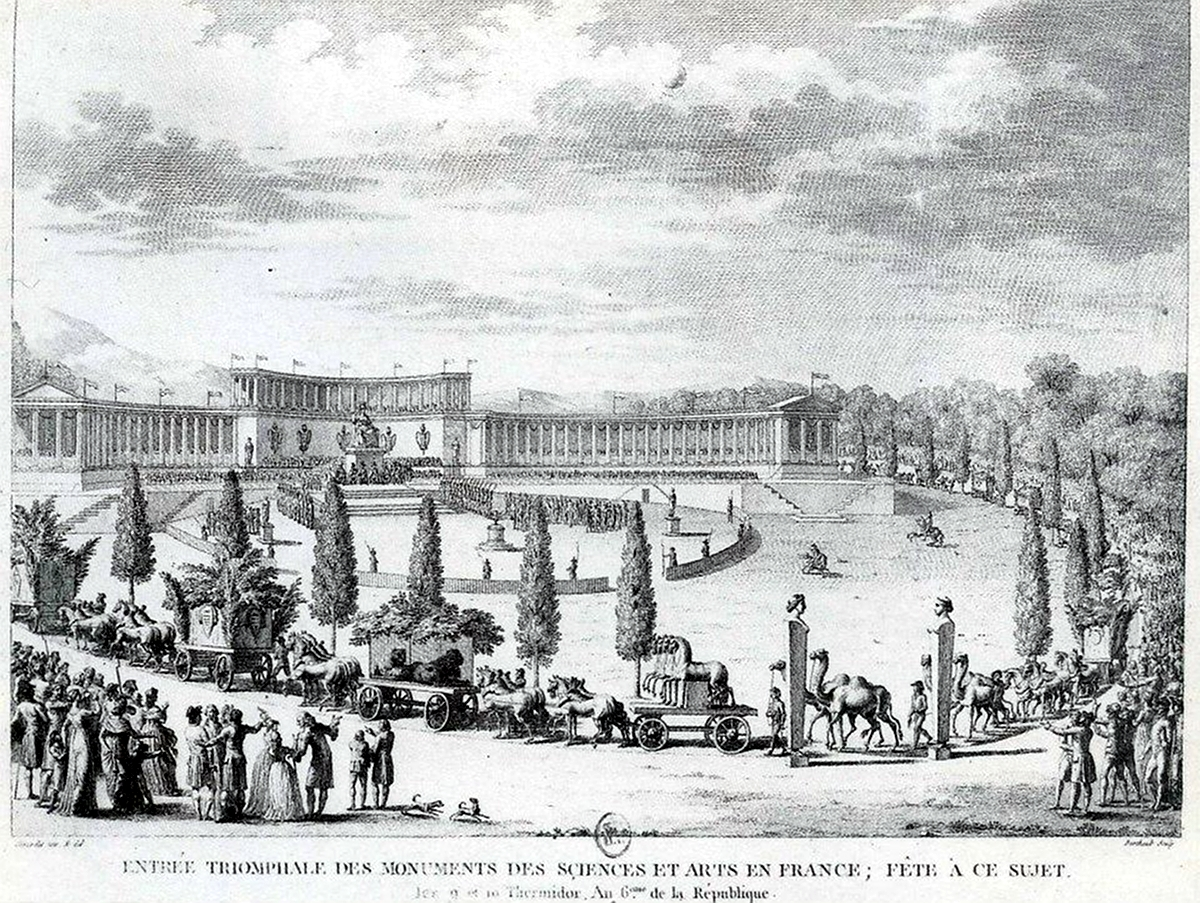
Processione trionfale a Parigi dell'arte saccheggiata da Napoleone dall'Italia nel 1797. I Cavalli di San Marco restituiti all'Italia nel 1815 in seguito al Congresso di Vienna, il primo congresso internazionale che si occupò del rimpatrio dell'arte trafugata.

La portata del saccheggio durante l'impero napoleonico non ebbe precedenti nella storia moderna. I rivoluzionari francesi giustificarono il saccheggio su larga scala e sistematico dell'Italia nel 1796 considerandosi i successori politici di Roma, nello stesso modo in cui gli antichi romani si consideravano gli eredi della civiltà greca. Sostennero inoltre che il loro sofisticato gusto artistico gli avrebbe permesso di apprezzare l'arte saccheggiata.
I soldati di Napoleone smantellarono rozzamente l'arte strappando i dipinti dalle loro cornici appese nelle chiese e talvolta causando danni durante il processo di spoliazione. I soldati di Napoleone si appropriarono delle collezioni private e persino della collezione papale. Le opere d'arte più famose saccheggiate includevano i Cavalli di bronzo di San Marco (a loro volta bottino del sacco di Costantinopoli del 1204) e Laocoonte e i suoi figli, la più imponente scultura classica fino ad allora conosciuta.

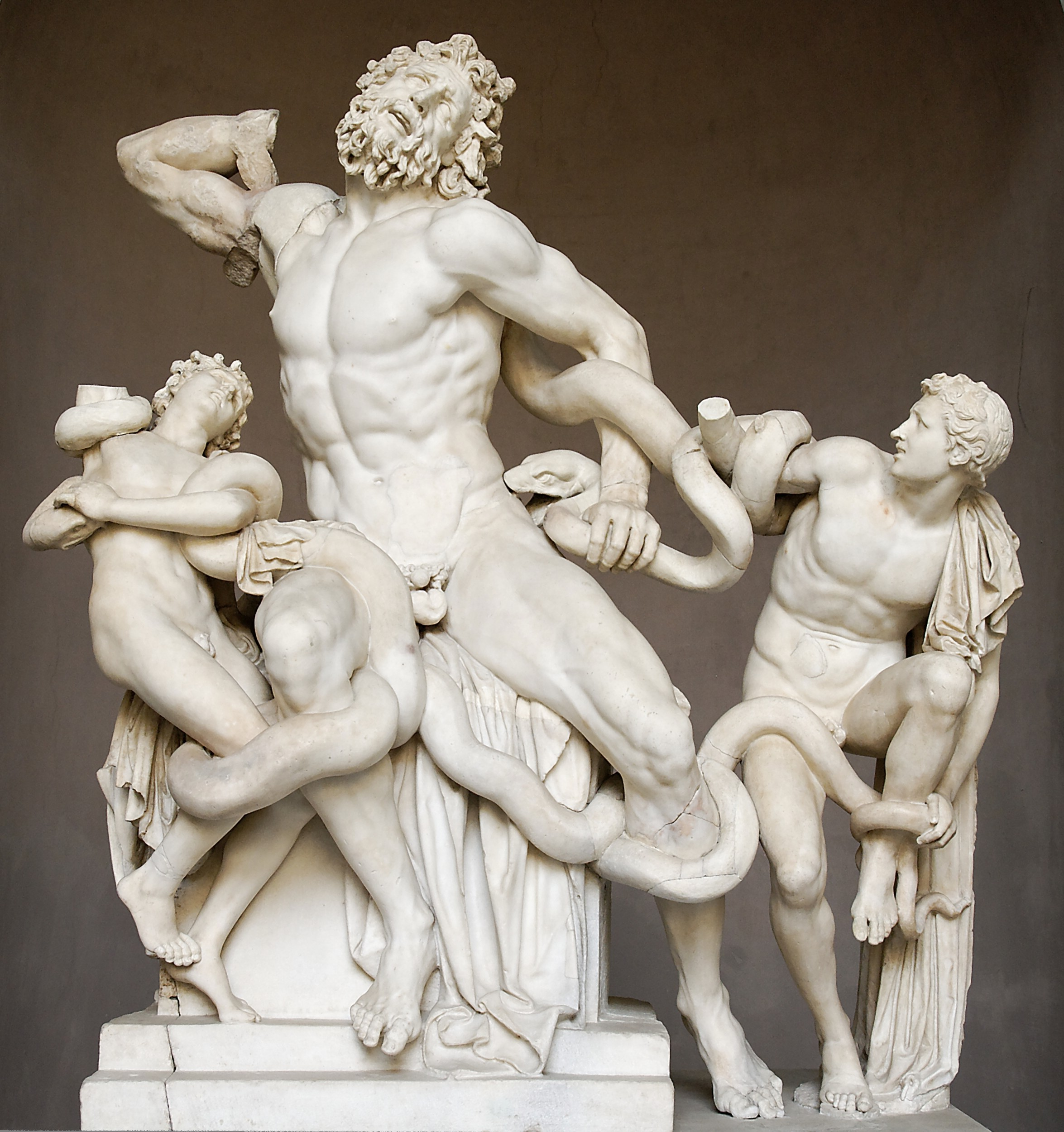
Laocoonte ed i suoi figli, ca. 40-20 AC. Museo Pio Clementino, Vaticano.

Il Laocoonte aveva un significato particolare per i francesi perché era associato a un mito legato alla fondazione di Roma. Quando l'opera fu portata a Parigi, si tenne un corteo trionfale modellato sul modello romano.
L'ampio saccheggio dell'Italia da parte di Napoleone fu criticato da artisti francesi come Antoine-Chrysostôme Quatremère de Quincy, che fece circolare una petizione che raccolse le firme di altri cinquanta artisti. Con la fondazione del Museo del Louvre a Parigi nel 1793, l'obiettivo di Napoleone era quello di istituire una mostra enciclopedica di storia dell'arte, che in seguito sia Joseph Stalin e Adolf Hitler avrebbero tentato di emulare nei rispettivi paesi.

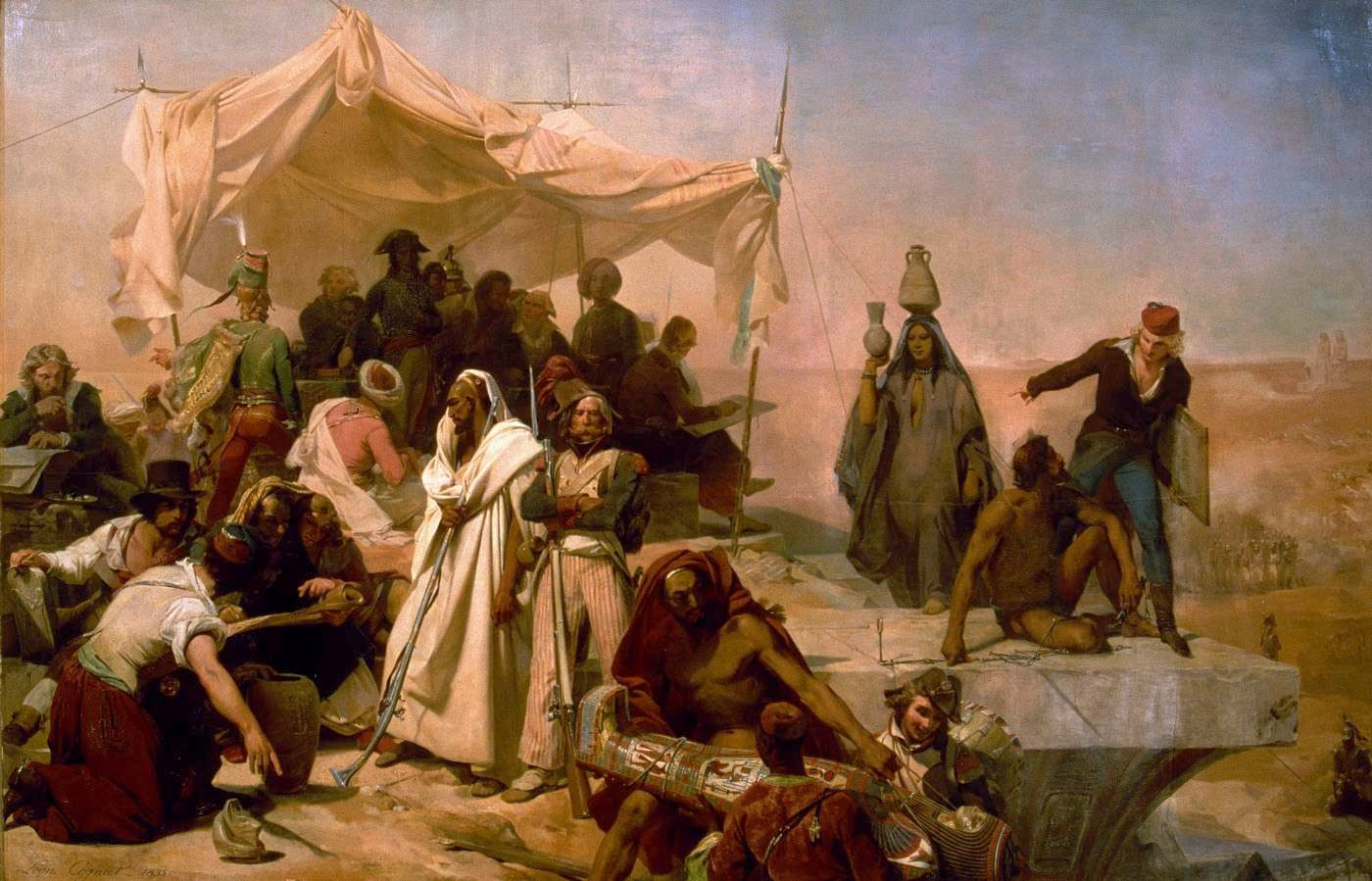
La spedizione d'Egitto sotto gli ordini di Bonaparte di Leon Cogniet, ca. 1835. Museo del Louvre, Parigi. Raffigura Napoleone ed alcuni studiosi durante una spoliazione.

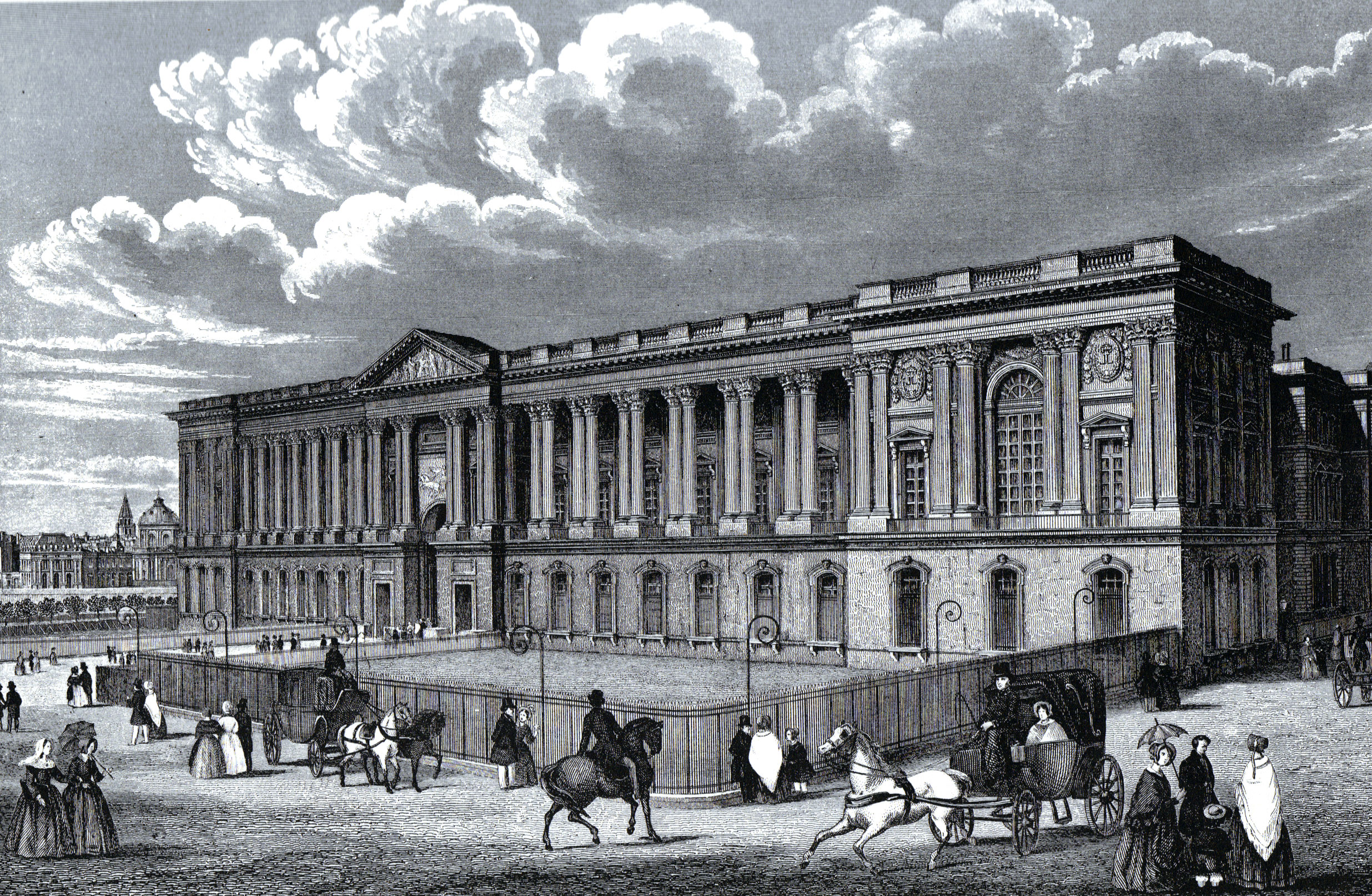
Museo del Louvre, Parigi, 1845.

Napoleone continuò le sue depredazioni nel 1798, quando invase l'Egitto nel tentativo di salvaguardare gli interessi commerciali francesi. La sua spedizione in Egitto è nota per i 167 "savant" (sapienti, studiosi) che portò con sé, inclusi scienziati e altri specialisti dotati di strumenti per la registrazione, il rilevamento e la documentazione dell'Egitto antico e moderno e della sua storia naturale. Tra le altre cose, le scoperte della spedizione includevano la Stele di Rosetta e la Valle dei Re vicino a Tebe. La campagna militare francese fu di breve durata e militarmente fallimentare. La maggior parte dei reperti raccolti (inclusa la Stele di Rosetta) furono sequestrati dalle truppe britanniche, finendo al British Museum. Tuttavia, le informazioni raccolte dalla spedizione francese furono presto pubblicate nei diversi volumi della Description de l'Égypte, che comprendeva 837 incisioni su rame ed oltre 3.000 disegni. In contrasto con la reazione pubblica di disapprovazione per il saccheggio delle opere d'arte italiane, l'appropriazione dell'arte egiziana suscitò interesse e fascino diffusi in tutta Europa, fomentando un fenomeno che venne chiamato egittomania. Un risvolto moderno di quel saccheggio è rappresentato dagli ostacoli, legati all'assenza di documentazione (di un furto, di transazioni illecite, o anche solo di provenienza da un paese specifico), alle rivendicazioni attuali di rimpatrio. Ad esempio, nel 1994 la British Library ha acquisito frammenti di manoscritti Kharosthi e da allora si è rifiutata di restituirli a meno che la loro origine non fosse inequivocabilmente identificata.

### Rimpatrio dopo le guerre napoleoniche

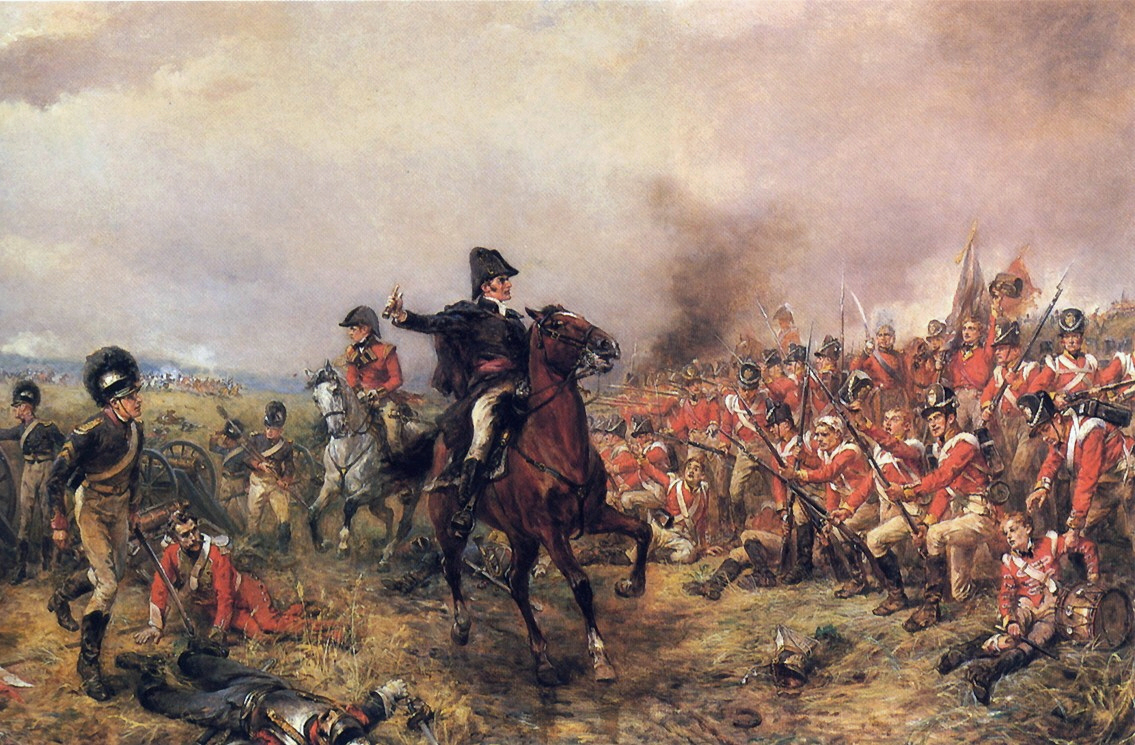
La vittoria della Coalizione del 1815 nella battaglia di Waterloo segnò la fine dell'era napoleonica.

L'arte fu rimpatriata per la prima volta nella storia moderna quando Arthur Wellesley, primo duca di Wellington, fece riportare in Italia alcune delle opere saccheggiate da Napoleone, dopo la sconfitta dei francesi nella battaglia di Waterloo nel 1815. Questa decisione contrastava nettamente con la tradizione plurimillenaria secondo cui al vincitore spettava di diritto il bottino di guerra. Tale decisione è notevole, poiché privava l'Inghilterra vincitrice di un enorme valore, considerando che nella sola battaglia di Waterloo i costi finanziari e umani furono colossali; la decisione non solo di astenersi dal saccheggio della Francia, ma anche di rimpatriare i precedenti sequestri della Francia da Paesi Bassi, Italia, Prussia e Spagna, fu straordinaria. Inoltre, gli inglesi pagarono le spese per la restituzione della collezione papale a Roma, poiché il papa non poteva finanziare lui stesso la spedizione. Wellington si considerava un rappresentante di tutte le nazioni europee e credeva che fosse suo onere morale riportare l'arte trafugata nel proprio Paese d'origine. Quando le truppe britanniche iniziarono a impacchettare le opere d'arte saccheggiate dal Louvre non mancarono i tumulti: secondo quanto riferito, la folla cercò di impedire la presa dei cavalli di San Marco. Nonostante la natura senza precedenti di questo sforzo di rimpatrio, ci sono stime recenti secondo cui solo il 55% circa di ciò che era stato preso sia stato effettivamente rimpatriato: il direttore del Louvre dell'epoca, Vivant Denon, aveva inviato molte opere importanti in altre parti della Francia prima dell'arrivo degli inglesi.
Wellington proibì anche il saccheggio alle sue truppe, poiché riteneva che portasse all'indisciplina e alla distrazione dal dovere militare. Riteneva inoltre che ottenere il sostegno degli abitanti locali fosse un'importante vantaggio rispetto alle pratiche di Napoleone.
Il grande interesse pubblico per il rimpatrio dell'arte ha contribuito ad alimentare l'espansione dei musei pubblici in Europa e ha avviato esplorazioni archeologiche finanziate dai musei.

### XX e XXI secolo

#### Saccheggio da parte della Germania nazista
Uno dei casi più famigerati di saccheggio di opere d'arte in tempo di guerra fu l'appropriazione nazista di opere d'arte da proprietà pubbliche e private in tutta Europa. Il saccheggio iniziò prima della seconda guerra mondiale con sequestri illegali come parte di una sistematica persecuzione degli ebrei, che fu inclusa come parte dei crimini nazisti durante i processi di Norimberga. Durante la seconda guerra mondiale, la Germania ha saccheggiato 427 musei nell'Unione Sovietica e ha spoliato o distrutto 1.670 chiese ortodosse, 237 chiese cattoliche e 532 sinagoghe.
Il concetto di rimpatrio artistico e culturale ha acquisito slancio negli ultimi decenni del XX secolo e ha iniziato a mostrare i suoi frutti entro la fine del secolo, quando alcune opere chiave sono state restituite ai richiedenti.

#### Saccheggio in Iraq dopo la caduta del regime di Saddam Hussein
Un noto caso recente di saccheggio in tempo di guerra è il sacco del Museo Nazionale dell'Iraq a Baghdad, allo scoppio della guerra nel 2003, sebbene non direttamente imputabile alle forze d'invasione.
Archeologi e studiosi hanno criticato l'esercito americano per non aver preso le misure necessarie alla protezione del museo, che custodiva una miriade di preziosi manufatti antichi dell'antica civiltà mesopotamica. Nei mesi che hanno preceduto la guerra, studiosi, direttori artistici e collezionisti si accordarono con il Pentagono per garantire che il governo degli Stati Uniti proteggesse l'importante patrimonio archeologico iracheno, con il Museo Nazionale di Baghdad in cima alla lista. Tra l'8 aprile, quando il museo rimase senza protezione, ed il 12 aprile, quando parte del personale tornò a lavorare, sono stati rubati circa 15.000 oggetti e 5.000 sigilli cilindrici. Inoltre, la Biblioteca Nazionale fu saccheggiata, perdendo migliaia di tavolette cuneiformi, e l'edificio fu incendiato con mezzo milione di libri all'interno; fortunatamente, molti manoscritti pubblicazioni vennero recuperati. Una task force statunitense è stata in grado di recuperare circa la metà dei manufatti rubati organizzando ed inviando un inventario degli oggetti mancanti e dichiarando che non ci sarebbero state punizioni per chi avesse restituito un oggetto. Anche i siti archeologici sono stati vittime di saccheggi diffusi. Bande di saccheggiatori scavarono enormi crateri nei pressi dei siti archeologici dell'Iraq, a volte usando i bulldozer. Si stima che in Iraq siano stati saccheggiati tra i 10.000 ei 15.000 siti archeologici.

## Questioni legali

### Legislazione dei vari governi

#### Stati Uniti
Nel 1863 il presidente degli Stati Uniti Abraham Lincoln convocò Francis Lieber, un giurista e filosofo politico tedesco-americano, per scrivere un codice legale per regolare il comportamento dei soldati dell'Unione nei confronti dei prigionieri confederati, non combattenti, spie e proprietà. L'Ordine Generale n. 100 , o Codice Lieber, regolamentò i beni culturali come categoria protetta in guerra. Il Codice Lieber ha avuto risultati di vasta portata poiché è diventato la base per la Convenzione dell'Aia del 1907 e del 1954 e ha portato alle regole di ingaggio permanenti (ROE) per le truppe statunitensi di oggi. Una parte delle clausole ROE ordina alle truppe statunitensi di non attaccare "scuole, musei, monumenti nazionali e qualsiasi altro sito storico o culturale a meno che non vengano utilizzati per scopi militari e rappresentino una minaccia".
Nel 2004 gli Stati Uniti hanno approvato il Bill HR1047 (Emergency Protection for Iraq Cultural Antiquities Act), che consente all'autorità presidenziale di imporre restrizioni d'emergenza all'importazione ai sensi della Sezione 204 del Convention on Cultural Property Implementation Act (CCIPA). Nel 2003, la Gran Bretagna e la Svizzera hanno emesso provvedimenti contro i manufatti iracheni esportati illegalmente.

#### Regno Unito
Il rimpatrio nel Regno Unito è stato molto dibattuto negli ultimi anni, tuttavia manca ancora una legislazione nazionale che delinei espressamente i reclami generali e le procedure di rimpatrio. Di conseguenza, le linee guida sul rimpatrio derivano dalle autorità museali e dalle linee guida del governo, come il Museum Ethnographers' Group (1994) e il Museums Association Guidelines on Restitution and Repatriation (2000). Ciò significa che le politiche dei singoli musei sul rimpatrio possono variare in modo significativo.
Il rimpatrio dei resti umani è disciplinato dallo Human Tissue Act 2004. Tuttavia, la legge stessa non crea linee guida sul processo di rimpatrio, si limita ad affermare che è legalmente possibile per i musei farlo. Ciò evidenzia ancora una volta che le richieste di rimpatrio andate a buon fine nel Regno Unito dipendono dalla politica e dalla procedura del museo. Un esempio include la politica del British Museum sulla restituzione dei resti umani.

### Convenzioni internazionali
La Convenzione dell'Aia del 1907 mirava a vietare il saccheggio e cercava di rendere il saccheggio in tempo di guerra oggetto di procedimenti legali, sebbene in pratica i paesi sconfitti non ottenessero alcun responso nelle loro richieste di rimpatrio. La Convenzione dell'Aia del 1954 per la protezione dei beni culturali in caso di conflitto armato venne firmata sulla scia della diffusa distruzione del patrimonio culturale durante la seconda guerra mondiale ed è il primo trattato internazionale incentrato esclusivamente sulla protezione del patrimonio culturale in caso di conflitto armato.
Irini Stamatoudi, accademica greca, suggerisce che la convenzione UNESCO del 1970 sul divieto e la prevenzione delle importazioni ed esportazioni illecite e la convenzione UNIDROIT del 1995 sui beni culturali rubati o esportati illegalmente sono le convenzioni internazionali più importanti relative al diritto dei beni culturali.

#### UNESCO
La Convenzione dell'UNESCO del 1970 contro l'esportazione illecita ai sensi dell'atto di attuazione della convenzione (il Cultural Property Implementation Act) consentiva il sequestro di oggetti rubati, se ne esisteva documentazione in un museo o in un'istituzione di uno Stato, la convenzione incoraggiava anche i membri ad adottare la stessa nell'ambito delle proprie leggi nazionali. Il successivo accordo del 1972 ha promosso il patrimonio culturale e naturale mondiale.
La Convenzione UNESCO del 1978 ha rafforzato le disposizioni esistenti; è stato istituito il Comitato Intergovernativo per la Promozione della Restituzione dei Beni Culturali nei Paesi di origine,  per la loro restituzione in caso di appropriazione illecita. Si compone di 22 membri eletti dalla Conferenza Generale dell'UNESCO per facilitare i negoziati bilaterali per la restituzione di "qualsiasi bene culturale che abbia un significato fondamentale dal punto di vista dei valori spirituali e del patrimonio culturale del popolo di uno Stato membro o associato Membro dell'UNESCO e che è andato perduto a seguito di occupazione coloniale o straniera o di appropriazione illecita”. È stato inoltre creato per "incoraggiare le ricerche e gli studi necessari per l'istituzione di programmi coerenti per la costituzione di collezioni rappresentative nei paesi, il cui patrimonio culturale è stato disperso".
In risposta al saccheggio del Museo nazionale iracheno, l'allora direttore generale dell'UNESCO, Kōichirō Matsuura, convocò un incontro a Parigi il 17 aprile 2003, per valutare la situazione e coordinare le reti internazionali al fine di recuperare il patrimonio culturale dell'Iraq. L'8 luglio 2003 l'Interpol e l'UNESCO hanno firmato un accordo di cooperazione nel tentativo di recuperare i manufatti iracheni saccheggiati.

#### UNIDROIT
La Convenzione UNIDROIT sui beni culturali rubati o illecitamente esportati del 1995 prevedeva la restituzione dei beni culturali illecitamente esportati.

## Il patrimonio culturale in contesti internazionali

### Colonialismo e identità
Il campo dell'archeologia è stato profondamente coinvolto negli sforzi politici e nella costruzione delle identità nazionali. Un primo esempio si può trovare durante il Rinascimento italiano, quando si riportarono in auge le radici dell'antica Roma, in contrapposizione alla corrente artistica alto gotica transalpina, ma ciò divenne ancora più evidente nell'Europa del XIX secolo, quando l'archeologia fu istituzionalizzata come campo di studio. Il colonialismo e l'archeologia si sostenevano infatti a vicenda poiché la necessità di acquisire la conoscenza di antichi manufatti giustificava un ulteriore dominio coloniale.
Come ulteriore giustificazione per il dominio coloniale, le scoperte archeologiche hanno anche plasmato il modo in cui i colonialisti europei si identificavano con i manufatti e con gli antichi che li realizzavano. Nel caso dell'Egitto, la missione dell'Europa coloniale era quella di portare la gloria e la magnificenza dell'antico Egitto più vicino all'Europa e incorporarla nella conoscenza della storia mondiale, o meglio ancora, usare la storia europea per mettere l'antico Egitto sotto una nuova luce. Con le scoperte archeologiche, l'antico Egitto fu adottato nella narrativa storica occidentale e venne ad assumere un significato che fino a quel momento era stato riservato all'antica civiltà greca e romana. I rivoluzionari francesi giustificarono il saccheggio su larga scala e sistematico dell'Italia nel 1796 considerandosi i successori politici di Roma, nello stesso modo in cui gli antichi romani si consideravano gli eredi della civiltà greca; allo stesso modo, l'appropriazione dell'antica storia egiziana come storia europea legittimava ulteriormente il dominio coloniale occidentale sull'Egitto. Ma mentre l'antico Egitto divenne patrimonio dell'Occidente, l'Egitto moderno rimase parte del mondo musulmano. Gli scritti di archeologi e turisti europei illustrano l'impressione che gli egiziani moderni fossero incivili, selvaggi e l'antitesi dello splendore dell'antico Egitto.
I musei forniti dal saccheggio coloniale hanno ampiamente plasmato il modo in cui una nazione immagina il proprio dominio, la natura degli esseri umani sotto il suo potere, la geografia del territorio e la legittimità dei suoi antenati, lavorando per suggerire un processo di eredità politica. Eliot Colla descrive la struttura della sala delle sculture egizie al British Museum come un assemblaggio che "forma un'immagine astratta del globo con Londra al centro". Il British Museum, come descrive Colla, è strutturato in modo tale da enfatizzare sviluppo e progresso umano: "la marcia in avanti della civiltà umana dalle sue origini classiche in Grecia e Roma, attraverso l'Italia rinascimentale, fino alla moderna Londra".
Il restauro dei monumenti veniva spesso effettuato negli stati coloniali per far sentire i nativi come se nel loro stato attuale non fossero più capaci di grandezza. Alcuni studiosi sostengono anche che i colonialisti europei usassero l'archeologia monumentale ed il turismo per apparire come i guardiani dei colonizzati. Le amministrazioni coloniali usarono popoli, religioni, lingue, manufatti e monumenti come fonte per rafforzare il nazionalismo europeo, che fu adottato e facilmente ereditato dagli stati post-coloniali.

### Nazionalismo e identità
L'archeologia è stata utilizzata anche allo scopo di legittimare l'esistenza di uno stato-nazione indipendente. Ad esempio, i nazionalisti egiziani hanno utilizzato la sua storia antica per inventare la cultura politica ed espressiva del faraonismo, come risposta all'egittomania europea.

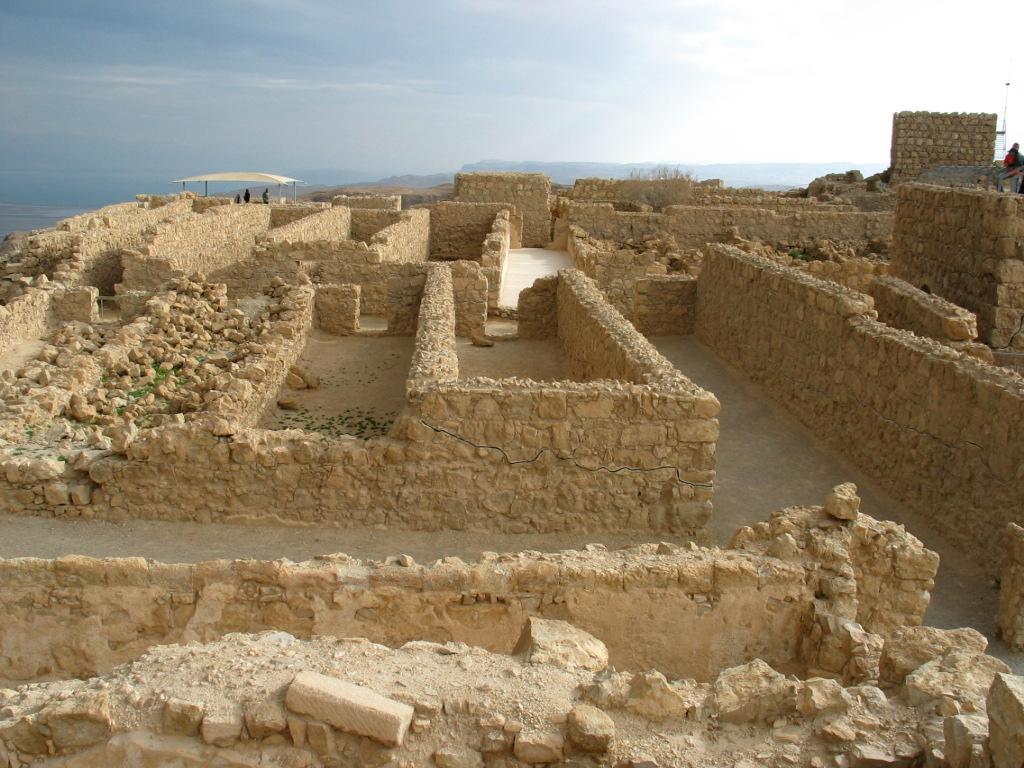
Fortezza di Masada, Palestina.

Alcuni studiosi sostengono che l'archeologia può essere una fonte positiva di orgoglio nelle tradizioni culturali, ma può anche essere abusata per giustificare la superiorità culturale o razziale. In altri casi, l'archeologia consente ai governi di giustificare il dominio dei popoli vicini, come Saddam Hussein ha usato il passato della Mesopotamia per giustificare la sua invasione del Kuwait nel 1990.
Alcuni studiosi sostengono che non è possibile legare l'identità dei popoli del passato ai popoli del presente, in particolare l'identità nazionale dei moderni stati-nazione, per sostenere che i paesi postcoloniali non hanno valide pretese sui manufatti saccheggiati nei loro confini, poiché le loro connessioni culturali con i manufatti sono indirette. Questa argomentazione afferma che i manufatti dovrebbero essere visti come proprietà culturale universale e non dovrebbero essere divisi tra stati-nazione creati artificialmente. Inoltre, i musei che ospitano arte internazionale sono una testimonianza della diversità, della tolleranza e dell'apprezzamento di diverse culture.

### Sopravvivenza culturale ed identità
In contesti coloniali, molti indigeni che hanno sperimentato il dominio culturale delle potenze coloniali hanno iniziato a chiedere il rimpatrio di oggetti che si trovano già all'interno degli stessi confini statali. Oggetti del patrimonio culturale indigeno, come oggetti cerimoniali, artistici, ecc., sono finiti nelle mani di collezioni pubbliche e private che sono state spesso cedute sotto costrizione economica, sottratte durante programmi assimilazionisti o semplicemente rubate. Oggetti come particolari strumenti usati in tradizioni musicali uniche, tessuti usati in pratiche spirituali o sculture religiose sono infatti connessi alla sopravvivenza culturale delle popolazioni indigene storicamente oppresse dal colonialismo.
I musei spesso sostengono che se gli oggetti dovessero essere rimpatriati sarebbero raramente visti e non adeguatamente curati. I già citati accordi internazionali come la Convenzione dell'UNESCO del 1970 contro l'esportazione illecita ai sensi della legge per l'attuazione della convenzione (il Cultural Property Implementation Act) spesso non riguardano le richieste di rimpatrio degli indigeni. Invece, queste convenzioni si concentrano sulla restituzione del patrimonio culturale nazionale agli Stati.
Dagli anni 1980, gli sforzi di decolonizzazione hanno portato più musei a tentare di lavorare con gruppi indigeni locali per garantire un rapporto costruttivo e il rimpatrio del loro patrimonio culturale.
Tuttavia, il processo di rimpatrio è stato spesso segnato da problematiche, che hanno portato alla perdita o al trasferimento improprio del patrimonio culturale. Il bilanciamento tra interesse pubblico, rivendicazioni indigene e torti del colonialismo è centrale in questo dibattito.

## Controversie

### Il dibattito sul rimpatrio
Il dibattito sul rimpatrio è un'espressione che si riferisce al dialogo tra individui, istituzioni e nazioni che detengono il possesso di beni culturali, e coloro che ne perseguono il ritorno nel paese o nella comunità di origine. Molti punti all'interno di questo dibattito siano incentrati sulle questioni legali coinvolte come il furto e la legalità di acquisizioni ed esportazioni, ecc. Due teorie principali sembrano sostenere il dibattito sul rimpatrio e il diritto dei beni culturali: il nazionalismo culturale e l'internazionalismo culturale. Queste teorie sono emerse e si sono sviluppate in seguito alla creazione di molte convenzioni internazionali, come la Convenzione UNESCO del 1970 e la Convenzione UNIDROIT del 1995, e fungono da fondamento per opinioni contraddittorie in merito al rimpatrio dei beni culturali.

#### Internazionalismo culturale
L'internazionalismo culturale ha legami con l'imperialismo e suggerisce che la proprietà culturale non è vincolata ad una nazione e appartiene a tutti. Le richieste di rimpatrio possono quindi essere respinte poiché spesso vengono richieste quando una nazione dichiara la proprietà di un oggetto, che secondo questa teoria non è esclusiva.
Alcuni critici e persino sostenitori di questa teoria cercano di limitarne la portata. Ad esempio, il sostenitore dell'internazionalismo culturale John Henry Merryman suggerisce che le scoperte archeologiche non autorizzate non dovrebbero essere esportate poiché andrebbero perse informazioni che sarebbero rimaste intatte se fossero rimaste dove sono state scoperte.
Si sostiene inoltre che questa teoria ha una stretta somiglianza con la teoria dei musei universali. A seguito di una serie di richieste di rimpatrio, i principali musei hanno rilasciato una dichiarazione che dettagliava l'importanza del museo come istituzione universale. La dichiarazione sostiene che nel tempo gli oggetti acquisiti dai musei sono diventati parte del patrimonio di quella nazione e che i musei lavorano per servire le persone di ogni paese come "agenti nello sviluppo della cultura". È su questa giustificazione che molte richieste di rimpatrio vengono respinte. Un esempio notevole include i marmi del Partenone greco ospitati al British Museum.
Molte delle questioni che circondano il rifiuto delle richieste di rimpatrio derivano da oggetti presi durante l'età dell'imperialismo.

#### Nazionalismo culturale
Il nazionalismo culturale ha legami con il protezionismo ed il particolarismo. In seguito alla Convenzione UNESCO del 1970 e alla Convenzione UNIDROIT del 1995, il nazionalismo culturale è diventato più popolare della sua opposta teoria internazionalista.
Secondo la teoria del nazionalismo culturale, le nazioni cercano di trattenere gli oggetti culturali come propria eredità e cercano attivamente la restituzione di oggetti che si trovano all'estero (illegalmente o non eticamente). I nazionalisti culturali suggeriscono che mantenere e restituire gli oggetti al loro paese di origine lega l'oggetto al suo contesto e quindi prevale sul suo valore economico (all'estero).
Sia il nazionalismo culturale che l'internazionalismo potrebbero essere usati per giustificare la conservazione dei beni culturali a seconda del punto di vista. Le nazioni di origine cercano la conservazione per proteggere il contesto più ampio dell'oggetto così come l'oggetto stesso, mentre le nazioni che acquisiscono beni culturali ne cercano la conservazione perché desiderano preservare l'oggetto se c'è la possibilità che vada perso se trasportato.
Il dibattito sul rimpatrio spesso differisce caso per caso a causa della natura specifica delle questioni legali e storiche che circondano ogni caso. La maggior parte degli argomenti comunemente usati sono discussi nel Rapporto 2018 sulla restituzione del patrimonio culturale africano di Felwine Sarr e Bénédicte Savoy. Possono essere così riassunti:

### Argomentazioni contro il rimpatrio
- I manufatti fanno parte di una storia umana universale e musei enciclopedici come il British Museum, il Musée du Louvre e il Metropolitan Museum of Art coltivano la diffusione della conoscenza, della tolleranza e di un'ampia comprensione culturale. James Cuno suggerisce che le richieste di rimpatrio sono argomenti contro questa promessa enciclopedica.[65]
- I manufatti venivano spesso scoperti dai saccheggiatori, che portavano alla luce un'opera d'arte che altrimenti non sarebbe mai stata trovata; squadre di scavi guidate da stranieri hanno scoperto elementi che contribuiscono alla conoscenza e alla comprensione culturale.[66]
- Le leggi nazionaliste conservazioniste sulla proprietà culturale che rivendicano la proprietà si fondano sui confini costruiti delle nazioni moderne con deboli connessioni con la cultura, lo spirito e l'etnia dei popoli antichi, che hanno prodotto quelle opere.[67][68]
- Le identità culturali sono dinamiche, interconnesse e sovrapposte, quindi nessuno stato-nazione moderno può rivendicare la proprietà culturale come propria senza promuovere una visione settaria della cultura.[65]
- Avere opere d'arte diffuse in tutto il mondo incoraggia lo scambio accademico e professionale internazionale.
- I musei enciclopedici si trovano in città cosmopolite come Londra, Parigi, Berlino, Roma o New York, e se le opere dovessero essere spostate, sarebbero viste da molte meno persone. Ad esempio, se la Stele di Rosetta venisse spostata dal British Museum al Museo del Cairo, il numero di persone che la vedrebbero scenderebbe da circa 5,5 milioni di visitatori a 2,5 milioni di visitatori all'anno.[69]

### Argomentazioni a favore del rimpatrio
- I musei enciclopedici come il British Museum, il Musée du Louvre e il Metropolitan Museum of Art sono stati istituiti come depositi di arte saccheggiata durante il dominio imperiale e coloniale, e quindi si trovano nelle città metropolitane fuori dalla vista e dalla portata delle culture da cui sono stati stanziati.
- Il rimpatrio delle opere d'arte è già stato attuato in molti casi, ma le opere d'arte che i musei attualmente si rifiutano di rimpatriare sono spesso le loro opere più preziose e famose.
- Gli scavi condotti da stranieri hanno giustificato il dominio coloniale e viceversa; nel perseguimento della conoscenza dei manufatti, era necessario stabilire il controllo sui manufatti e sui paesi in cui si trovavano.[64]
- L'argomento secondo cui l'arte faccia parte della storia umana universale è un derivato del discorso coloniale che si è appropriato dell'arte di altre culture nella narrativa storica occidentale.
- I musei enciclopedici che ospitano gran parte delle opere d'arte e dei manufatti del mondo si trovano nelle città occidentali e privilegiano studiosi, professionisti e persone europei, escludendo allo stesso tempo le persone nei paesi di origine.[70]
- L'argomento secondo cui le opere d'arte non saranno protette al di fuori del mondo occidentale è ipocrita, poiché gran parte delle opere d'arte trasportate fuori dai paesi colonizzati sono state grossolanamente rimosse, spesso danneggiate e talvolta perse durante il trasporto. I marmi di Elgin, ad esempio, sono stati danneggiati durante il processo di pulizia e "conservazione". Come altro esempio, la Napried, una delle navi incaricate da di Cesnola di trasportare circa 35.000 pezzi di antichità che aveva raccolto da Cipro, ne perse in mare circa cinquemila.[71]
- L'arte è meglio apprezzata e compresa nel suo contesto storico e culturale originale.[63] Dopo la restituzione dei beni culturali, ritornano anche il significato immateriale e gli aspetti di quella cultura, ciò può promuovere il ritorno delle tradizioni immateriali ed educare le generazioni future all'interno delle comunità indigene.[72]
- L'arte portata fuori dal paese come bottino di guerra, saccheggio e atto deliberato di colonialismo non è etica, anche se ciò non si riflette esplicitamente nella legislazione. Il possesso di opere d'arte prese in queste condizioni è una forma di colonialismo continuato.[70]
- La mancanza di ricorso legale esistente per rivendicare la restituzione di beni culturali sottratti illecitamente è il risultato della colonizzazione.[73]
- L'arte è un simbolo del patrimonio culturale e dell'identità, e l'appropriazione illegale di opere d'arte è un affronto all'orgoglio di una nazione. La museologa Moira Simpson suggerisce che il rimpatrio aiuti le comunità indigene a rinnovare pratiche tradizionali che in precedenza erano andate perdute, questo è il miglior metodo di conservazione culturale.[72][74]
- Le ricercatrici Susan Douglas e Melanie Hayes indicano come le collezioni nazionali spesso seguano un percorso espositivo e descrittivo che può essere stato influenzato da una struttura coloniale.[75]
- Dopo il rimpatrio di oggetti culturali e resti ancestrali, le comunità indigene possono iniziare a ricostituire le proprie origini, collegando il passato e il presente.[76][77]

### La teoria dell'indeterminatezza
Il ricercatore finlandese Pauno Soirila sostiene che la maggior parte del dibattito sul rimpatrio è bloccato in un "circuito argomentativo" con il nazionalismo culturale e l'internazionalismo culturale su fronti opposti, come evidenziato dal caso irrisolto dei marmi del Partenone. L'introduzione di fattori esterni è l'unico modo per romperlo. L'affacciarsi di rivendicazioni incentrate sui diritti umani delle comunità ha portato ad una maggiore difesa indigena e collaborazioni produttive con musei e istituzioni culturali. Sebbene i fattori dei diritti umani da soli non possano risolvere il dibattito, è un passo necessario verso una politica sostenibile dei beni culturali.

## Esempi internazionali

### Australia
I manufatti culturali degli aborigeni australiani, e gli stessi resti di questi ultimi, sono stati oggetto di dibattito. Negli ultimi anni c'è stato un maggior successo con la restituzione di resti umani rispetto ad oggetti culturali, poiché la questione del rimpatrio di oggetti è meno semplice rispetto al riportare a casa gli antenati. Più di 100.000 manufatti indigeni australiani sono conservati in oltre 220 istituzioni in tutto il mondo, di cui almeno 32.000 in istituzioni britanniche, tra cui il British Museum e il Victoria & Albert Museum di Londra.
L'Australia non ha leggi che disciplinano direttamente il rimpatrio, ma esiste un programma governativo relativo al ritorno di resti e manufatti aborigeni, l'International Repatriation Program (IRP), amministrato dal Department of Communications and the Arts. Questo programma "sostiene il rimpatrio di resti ancestrali e oggetti sacri segreti alle loro comunità di origine per aiutare a promuovere la riconciliazione" e aiuta i rappresentanti della comunità a lavorare per il rimpatrio dei resti in vari modi.
L'aborigeno Rodney Kelly e altri hanno lavorato per ottenere il rimpatrio dello scudo e delle lance di Gweagal dal British Museum e dal Museo di archeologia e antropologia dell'Università di Cambridge. Jason Gibson, un antropologo museale che lavora nell'Australia centrale, osserva come vi sia una mancanza di autorità aborigena intorno alle collezioni e quindi i protocolli sono stati invece redatti da professionisti non indigeni.
La questione del rimpatrio di manufatti culturali come lo scudo Gweagal è stata sollevata nel parlamento federale il 9 dicembre 2019, ricevendo un sostegno trasversale. In previsione dell'allora duecentocinquantesimo anniversario dello sbarco del Capitano James Cook, nell'aprile 2020, due parlamentari laburisti invitarono il governo a "stabilire un processo per la restituzione dei manufatti culturali e storici rilevanti ai proprietari originali".

#### Rimpatri
Il programma Return of Cultural Heritage gestito dall'Australian Institute of Aboriginal and Torres Strait Islander Studies (AIATSIS) è iniziato nel 2019, l'anno prima del 250º anniversario del primo viaggio del Capitano James Cook in Australia. Il programma ha lavorato per la restituzione di alcuni dei circa 105.000 oggetti identificati e detenuti da istituzioni straniere.
Alla fine dell'ottobre 2019 la prima collezione di manufatti sacri conservati nei musei statunitensi è stata restituita dall'Illinois State Museum. Il Manchester Museum ha restituito 19 oggetti sacri al popolo Arrernte durante la pandemia di COVID-19. Altri 17 oggetti conservati nella Kluge-Ruhe Aboriginal Art Collection presso l'Università della Virginia sono destinati ad essere restituiti ad un certo numero di nazioni aborigene. Quattro oggetti dell'Auckland Institute and Museum in Nuova Zelanda devono essere restituiti all'AIATSIS alla fine del 2022. Appartenenti al popolo Waramungu, furono prelevati da Baldwin Spencer all'inizio del XX secolo.
Mentre le comunità notano l'impatto positivo della restituzione delle ossa degli antenati al loro paese di origine, alcuni dichiarano anche che abbia provocato tensioni all'interno delle comunità, ad esempio il requisito del titolo legale della terra per seppellirle e la determinazione di chi ha l'autorità per celebrare le cerimonie tradizionali.
I Keeping Places sono luoghi gestiti dalla comunità aborigena per la custodia di manufatti culturali, che spesso includono materiale culturale rimpatriato insieme ad altri oggetti o conoscenze del patrimonio culturale locale.

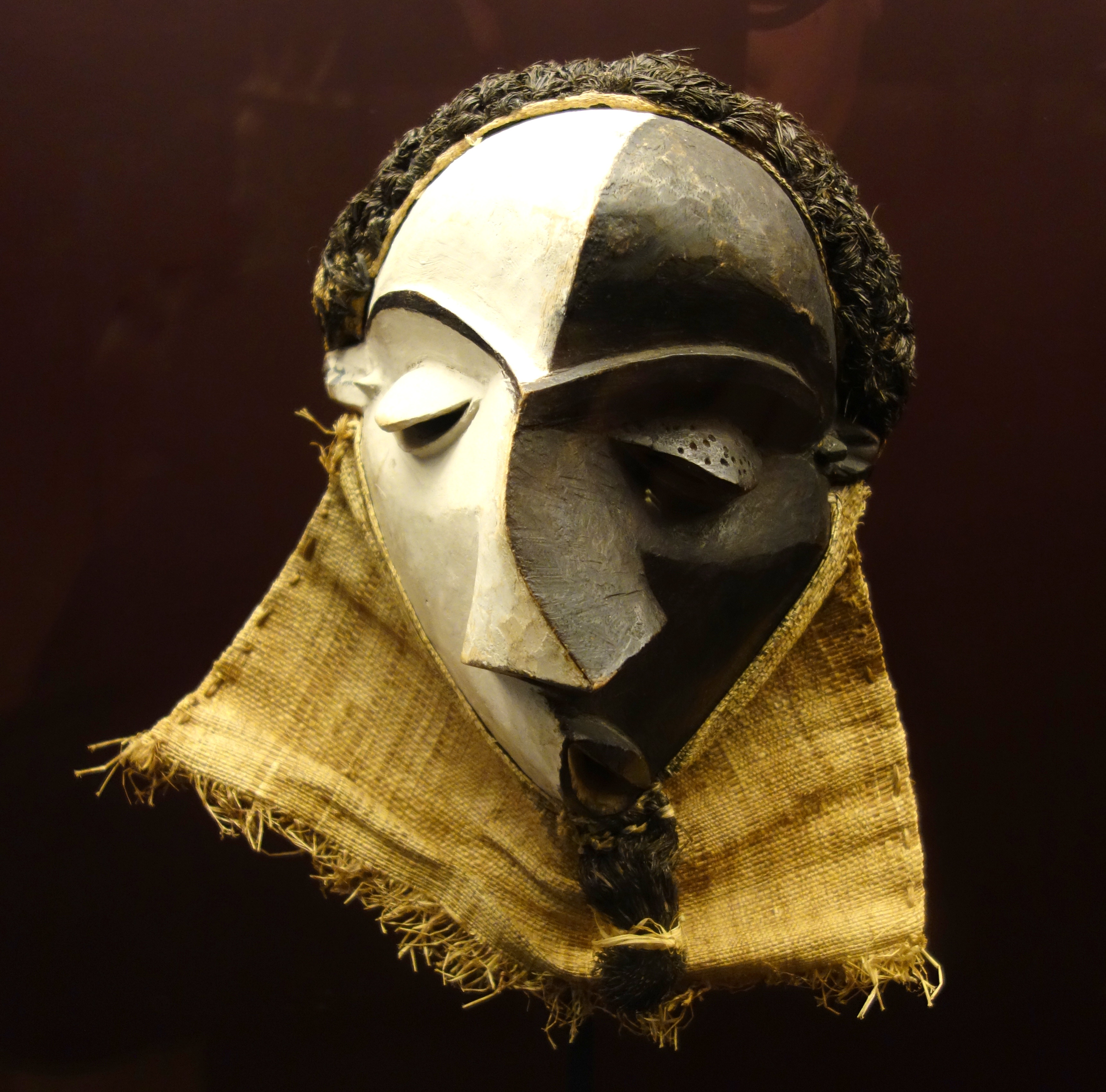
Maschera Mbangu proveniente dall'attuale Repubblica Democratica del Congo ad oggi conservata nel Museo Reale dell'Africa Centrale, in Belgio

### Belgio
In Belgio, il Museo Reale dell'Africa Centrale ospita una collezione di oltre 180.000 oggetti di storia culturale e naturale, principalmente dall'ex Congo Belga, l'odierna Repubblica Democratica del Congo (RDC). Come parte della sua prima grande ristrutturazione in più di 100 anni, è stato realizzato un nuovo approccio di "decolonizzazione" verso la presentazione del patrimonio culturale nel museo. A tal fine, le collezioni pubbliche del Museo dell'Africa sono state integrate da elementi della vita contemporanea nella RDC. Inoltre, le sculture belghe raffiguranti africani in un contesto coloniale sono state relegate in una sala speciale dedicata alla storia delle collezioni. L'influenza della discussione ha portato in Francia anche ad annunci per modificare le leggi pertinenti e per intensificare la cooperazione con i rappresentanti dei paesi africani.

### Canada
Il totem Haisla di Kitimat, nella Columbia Britannica, fu originariamente prodotto per il capo G'psgoalux nel 1872. Questo manufatto aborigeno è stato donato ad un museo svedese nel 1929. Il donatore asserì di averlo ottenuto dal popolo Haisla mentre viveva sulla costa occidentale canadese, come console svedese. Dopo essere stato contattato dal popolo Haisla, il governo svedese ha deciso nel 1994 di restituire il totem, poiché le circostanze esatte intorno all'acquisizione non erano chiare. Il totem è stato restituito a Kitimat nel 2006 dopo che era stato costruito un edificio per preservarlo.
Durante le Olimpiadi invernali di Calgary del 1988, il museo di Glenbow ricevette aspre critiche per la mostra The Spirit Sings: Artistic Traditions of Canada's First People. Inizialmente, le critiche erano dovute alla sponsorizzazione dell'olimpiade da parte della Shell Oil, che stava cercando petrolio e gas nei territori contesi dalla tribù indiana Lubicon Cree. Successivamente il popolo Mowhawk citò in giudizio il museo di Glenbow per il mancato rimpatrio di un manufatto cerimoniale religioso. Ciò ha portato ad un movimento per migliorare il coinvolgimento degli indigeni nella loro rappresentazione nei musei. La Canadian Museums Association and Assembly of First Nations ha guidato una task force sui musei e i primi popoli. La task force pubblicò il rapporto Turning the Page nel 1999, con un focus sulla creazione di un partenariato tra gli indigeni ed i curatori del museo, che implica di consentire agli indigeni la pianificazione, la ricerca e l'implementazione delle collezioni. I musei sono stati invitati a migliorare anche l'accesso continuo alle collezioni e la formazione sia per i curatori che per gli indigeni che vogliono essere coinvolti nel processo. Infine, è stata posta un'enfasi sulle richieste di rimpatrio di resti umani, oggetti detenuti localmente (usando la pratica consueta per le popolazioni indigene in questione) e oggetti detenuti all'estero.
Nel 1998, oltre 80 manufatti cerimoniali Ojibwe sono stati rimpatriati ad un gruppo di rivitalizzazione culturale dell'Università di Winnipeg. La controversia è nata poiché questo gruppo non era collegato alla comunità di origine degli oggetti. Alcuni degli oggetti sono stati successivamente restituiti.
Il Buxton Museum and Art Gallery in Inghilterra ha rimpatriato oggetti ad Haida Gwaii e ai popoli della nazione Siksika. Il Museo ha restituito gli oggetti come parte della sua iniziativa per restituire i manufatti dei nativi americani.

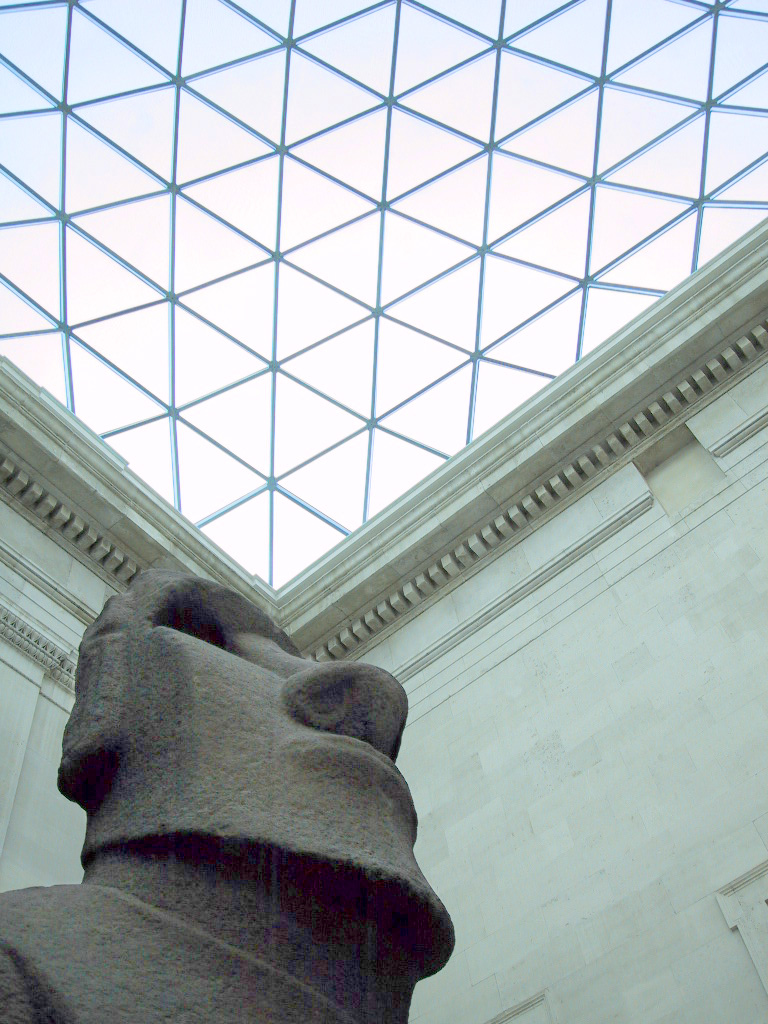
Moai al British Museum

### Cile (Isola di Pasqua)
Su Rapa Nui, delle dozzine di figure moai che sono state rimosse dal paesaggio da quando la prima fu rimossa nel 1868 per l'installazione nel British Museum, solo una è stata rimpatriata fino ad oggi, prelevato dall'isola nel 1929 e rimpatriato nel 2006.

### Cina

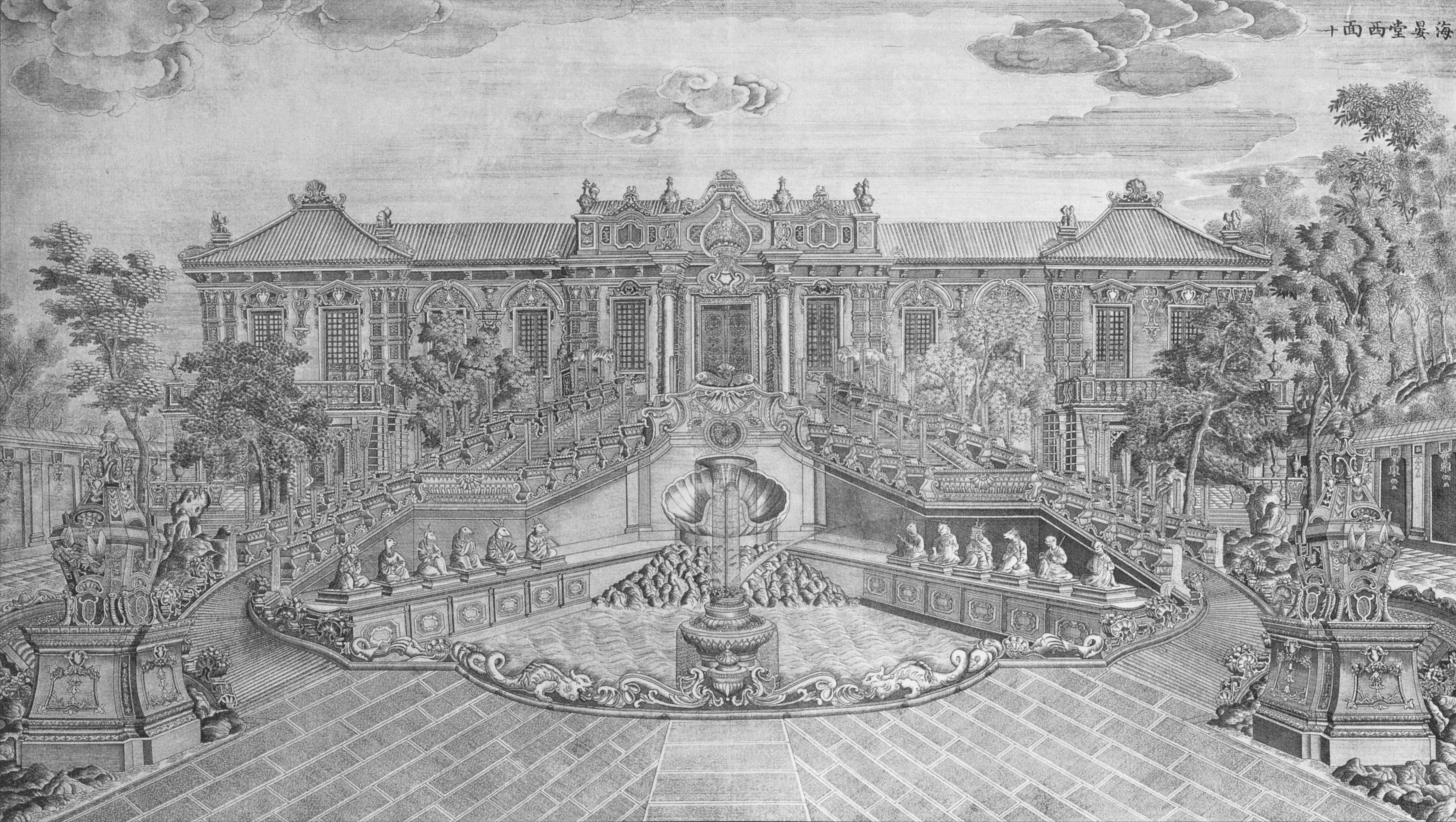
Le teste di bronzo originali del Vecchio Palazzo d'Estate in un disegno prima del saccheggio

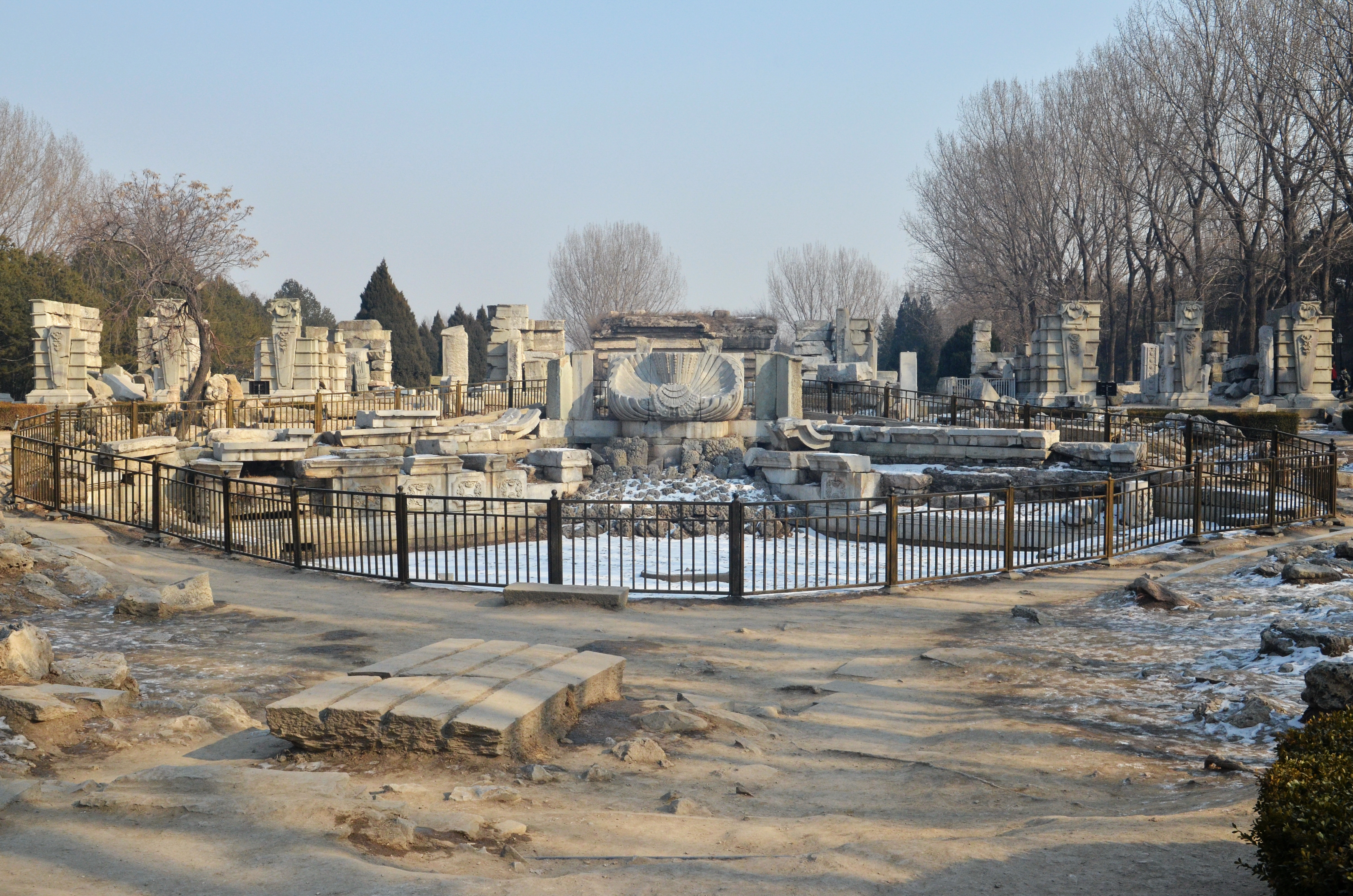
Il sito della fontana del Vecchio Palazzo d'Estate nel 2013

Il governo della Repubblica Popolare Cinese è da anni impegnato in una lunga disputa internazionale e sovranazionale per il ritrovamento, riacquisto e rimpatrio delle 12 teste di bronzo della Fontana dello Zodiaco nel Palazzo d'Estate, saccheggiate dalle truppe inglesi durante la seconda guerra dell'oppio.

### Corea del Sud
Nel novembre 2010, il Giappone ha accettato di restituire alla Corea del Sud circa 1.000 beni culturali saccheggiati durante l’occupazione coloniale del 1910-1945. La collezione comprende una raccolta di libri reali chiamata Uigwe risalente alla dinastia Joseon (1392-1910).

### Egitto
Nel luglio 2003, gli egiziani hanno chiesto la restituzione della Stele di Rosetta dal British Museum.
Nel 2019, Zahi Hawass, archeologo egiziano ed ex Ministro di Stato per gli affari delle antichità, ha rilanciato la campagna di restituzione, chiedendo ai Musei Statali di Berlino, al British Museum e al Museo del Louvre di concedere almeno dei prestiti temporanei. Tutti e tre i musei hanno rifiutato le sue richieste.
Nel 2022 è stata lanciata un'altra petizione, chiedendo ancora una volta al British Museum di restituire la Stele di Rosetta, al Neues Museum di Berlino di restituire il busto di Nefertiti e al Museo del Louvre di Parigi di restituire il soffitto dello Zodiaco di Dendera.

### Regno Unito
Nel 2006, il British Museum decise di restituire due fasci di cenere di cremazione della Tasmania in seguito all'approvazione dello Human Tissue Act nel 2005, che ha consentito al British Museum (ed ad altri musei nazionali) di trasferire resti umani dalle loro collezioni.
Il British Museum è stato accusato di essere il più grande destinatario di "merci rubate" al mondo, ma ha costantemente rifiutato di restituire oggetti citando il British Museum Act del 1963 come impedimento della restituzione, con poche eccezioni. Esempi importanti di richieste di restituzione per manufatti nel British Museum includono i bronzi del Benin e i marmi del Partenone.
Nel febbraio 2022, un nuovo "Charities Act 2022" ha ricevuto il consenso reale. Secondo Alexander Herman, esperto di diritto dell'arte, musei e gallerie sia in Inghilterra che in Galles avranno poteri senza precedenti per cedere le loro collezioni se vi è un giustificato obbligo morale.
Nel novembre 2022, 72 manufatti nigeriani dell'Horniman Museum di Londra, in Inghilterra, sono stati rimpatriati nel loro paese di origine.

#### Restituzione in Scozia e Galles
Nel luglio 1996, il governo britannico accettò di restituire la Pietra di Scone alla Scozia, che era stata portata a Londra nel 1296 e collocata nella nuova sedia dell'incoronazione, a seguito della crescente insoddisfazione tra gli scozzesi.
Una parte dell'opinione pubblica in Galles spinge per restituire alcuni dei manufatti più significativi che sono stati scoperti nel Galles. Questi manufatti includono il mantello d'oro Mold e Red Lady of Paviland, nonché il Libro rosso di Hergest, lo scudo Rhyd-y-gors, lo scudo Moel Hebog, la corona Bardsey, la lunula Llanllyfni ed il boccale Trawsfynydd.

#### Sotheby's
Nel 1997, il giornalismo investigativo ha scoperto il commercio illegale di antichità da parte di Sotheby's. Dalla fine degli anni '80 fino all'inizio degli anni '90, il dipartimento di antichità di Sotheby's a Londra è stato gestito da Brendan Lynch e Oliver Forge, che commerciavano con Vaman Ghiya nel Rajasthan, in India. Molti dei pezzi che hanno acquistato si sono rivelati rubati da templi e altri siti: Sotheby's ha commissionato il proprio rapporto sulle antichità trafugate e ha assicurato che in futuro sarebbero stati scambiati solo articoli legali con provenienza pubblicata.

#### Marmi del Partenone

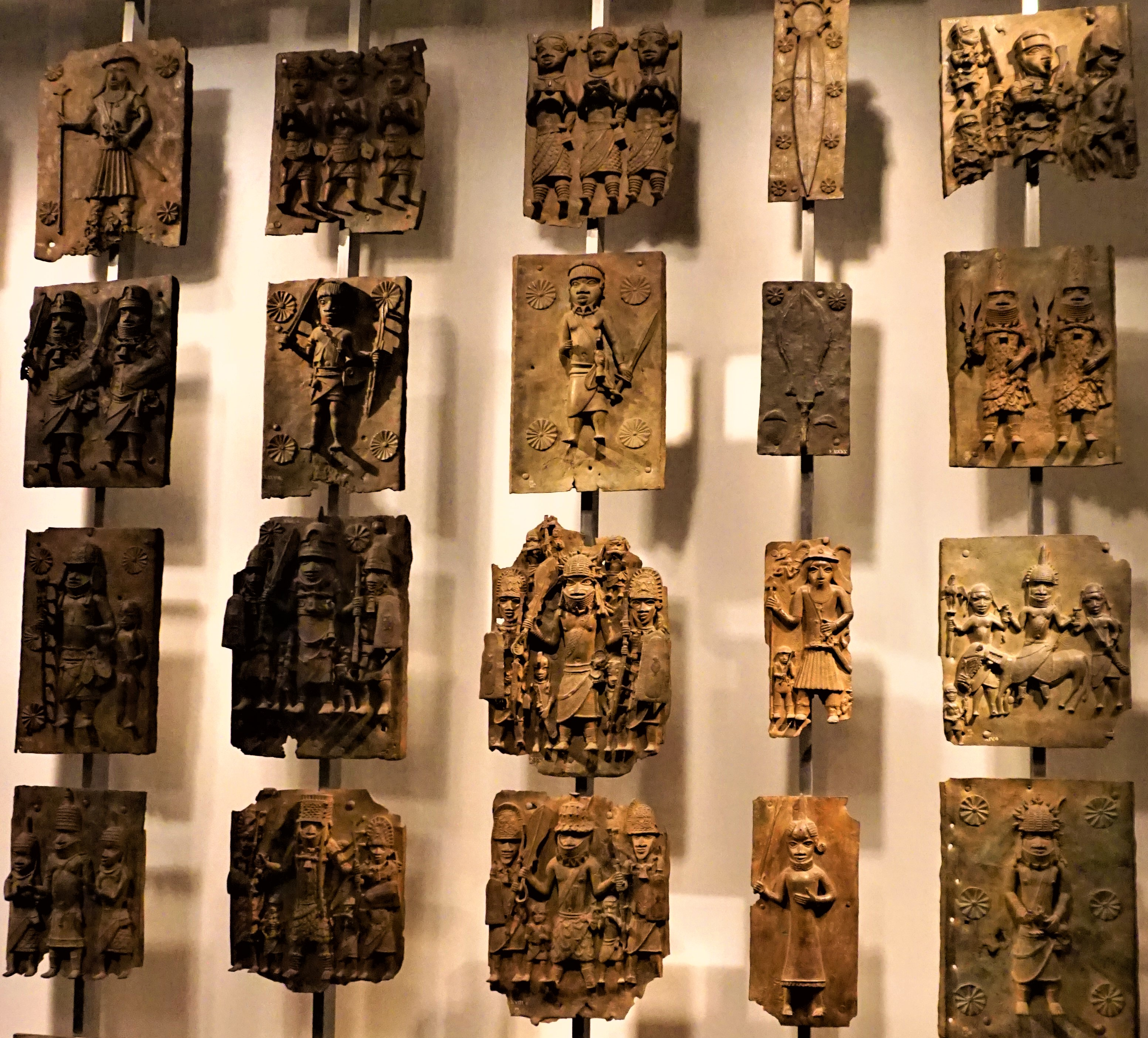
Bronzi del Benin al British Museum di Londra

Più di duecento anni dopo l'installazione dei fregi del Partenone al British Museum, la Grecia continua a rivendicare i cosiddetti marmi di Elgin dalla Gran Bretagna. Anche se la Grecia sostiene che i marmi dovrebbero essere restituiti ad Atene per motivi morali e vuole presentare le sculture nel suo Museo Archeologico Nazionale, le autorità britanniche continuano a insistere sulla loro proprietà legale. Dal 2009, i curatori del British Museum hanno indicato il loro accordo per un prestito "temporaneo" al nuovo museo di Atene, ma affermano che sarebbe stato a condizione che la Grecia riconoscesse le pretese di proprietà del British Museum.

#### Bronzi del Benin
Le collezioni nel Regno Unito hanno anche ricevuto richieste di restituzione da ex colonie, in particolare per quanto riguarda i famosi bronzi del Benin della Nigeria moderna. Tuttavia, i direttori sia del British Museum che del Victoria & Albert Museum e il ministro della Cultura britannico si sono espressi contro le restituzioni permanenti.
Il British Museum e il Pitt Rivers Museum hanno aderito al Benin Dialogue Group, istituito per coordinare scambi scientifici, assistenza per un nuovo museo a Benin City ed eventuali restituzioni di manufatti.
La prima istituzione britannica a restituire una statua dopo aver provato che è stata saccheggiata direttamente dalla corte reale del Benin, è il Jesus College dell'Università di Cambridge. A seguito di una campagna del "Legacy of Slavery Working Party" (LSWP) del college, hanno annunciato il passaggio di consegne ai delegati nigeriani per il 27 ottobre 2021. Altre collezioni nel Regno Unito, come ad Aberdeen o Bristol, hanno annunciato le proprie indagini sulla provenienza di tali manufatti e la loro apertura alla restituzione.

#### Figi
Il 10 ottobre 1874, l'ex re delle Figi, Seru Epenisa Cakobau, come da tradizione locale in occasione di un passaggio di potere, diede la sua mazza da guerra alla regina Vittoria quando fu firmato l'atto di cessione con cui la sovranità delle Figi passò alla corona britannica, e la mazza da guerra fu portata in Gran Bretagna e conservata al Castello di Windsor. Nell'ottobre 1932, la mazza da guerra di re Cakobau fu rimpatriata alle Fiji, per conto del re britannico Giorgio V, per essere utilizzata come mazza cerimoniale del Consiglio legislativo delle Fiji.

#### Progetti per il futuro
Nel contesto dei dibattiti locali e internazionali, mediatici e politici, il Pitt Rivers Museum dell'Università di Oxford ha avviato un più ampio programma di decolonizzazione culturale e riconciliazione incentrato su quattro principi: provenienza, trasparenza, rimpatrio e riparazione. Pertanto, il museo ha invitato i professionisti dell'Africa orientale a condividere la loro visione degli oggetti culturali della collezione. Nel 2020, Bénédicte Savoy e altri storici dell'arte dell'Università tecnica di Berlino e del Pitt Rivers Museum hanno avviato il progetto di ricerca congiunto Restitution of Knowledge per studiare come l'arte ed i beni culturali di altri paesi siano stati raccolti nei principali musei d'Europa.

### Germania

#### Busto di Nefertiti
Il busto di Nefertiti, simbolo di Berlino, conservato nel Neues Museum, è stato oggetto di intense discussioni sulle richieste egiziane per il suo rimpatrio sin dagli anni '20.

#### Musei etnologici a Berlino ed in altre città

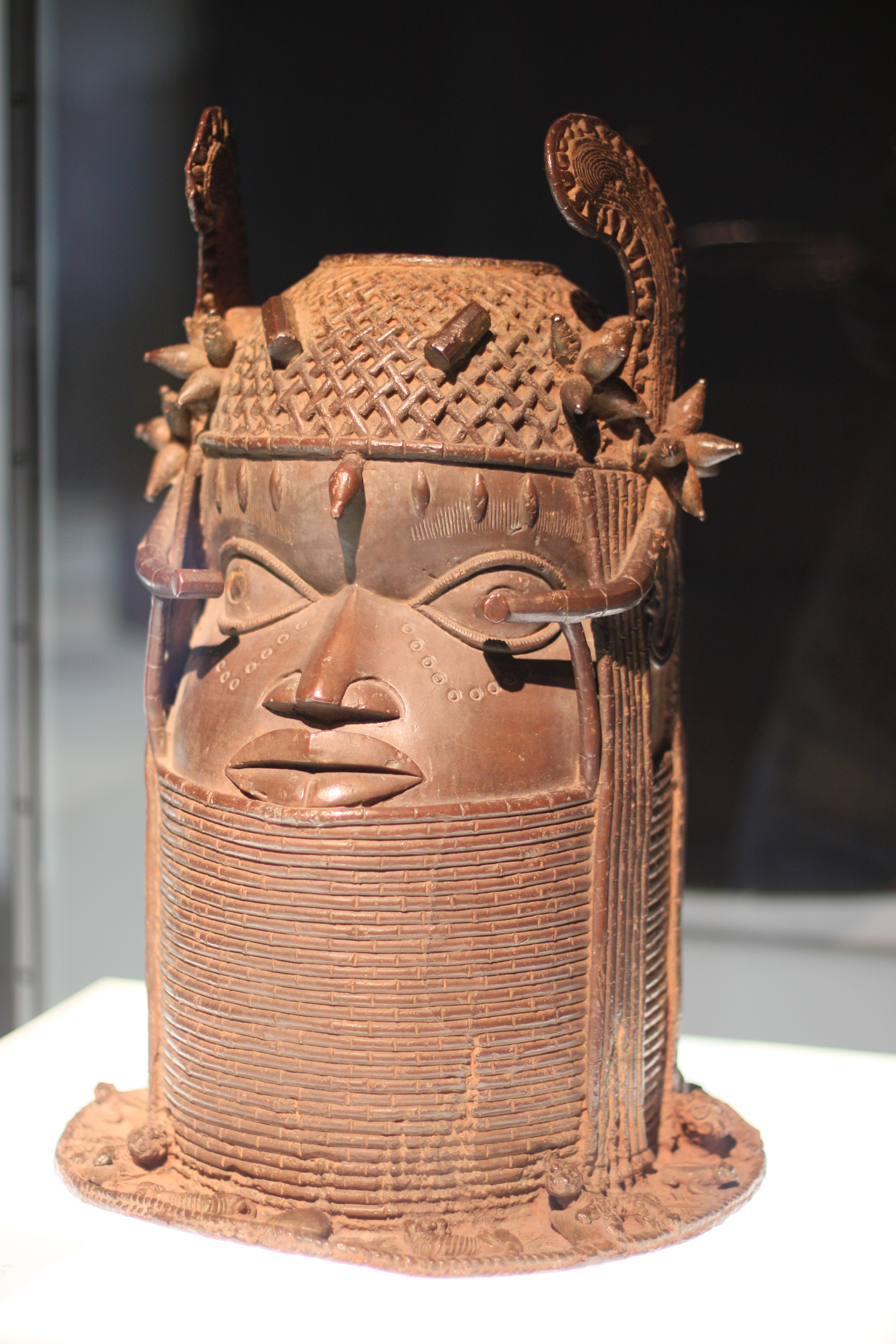
Statua in bronzo proveniente dal Regno del Benin (oggi Nigeria), esposto nel Museo Etnologico di Berlino

Nonostante la storia coloniale relativamente breve della Germania, limitata a pochi paesi africani come l'odierno Camerun, Namibia, Tanzania e Togo, nonché a parti della Nuova Guinea, un numero molto elevato di oggetti culturali africani si trova nelle collezioni pubbliche tedesche. Un esempio importante è il Museo Etnologico di Berlino, che è stato incorporato nel 2021 come parte dell'Humboldt Forum.
Dato che la politica culturale in Germania è di competenza dei diversi stati federali (Länder) e che molti musei sono istituzioni indipendenti o semi-pubbliche, i direttori dei musei incontrano meno ostacoli legali alla restituzione, e ci sono stati diversi casi di restituzioni recenti, ad esempio a favore della Namibia.
Inoltre, all'inizio del 2019, il Dipartimento per la politica culturale internazionale del Ministero federale degli affari esteri, i ministri per gli affari culturali dei Länder e le organizzazioni culturali municipali hanno rilasciato una dichiarazione congiunta sulla gestione delle collezioni provenienti da contesti coloniali. Con queste linee guida, le collezioni in Germania hanno posto nuove basi per la ricerca sulla provenienza, la cooperazione internazionale e il rimpatrio. I musei tedeschi si sono uniti al Benin Dialogue Group e hanno annunciato la loro disponibilità a restituire i bronzi del Benin. Per un'ulteriore cooperazione con la Tanzania e la sua precedente storia coloniale tedesca, il Museo Etnologico di Berlino e l'Università di Dar es Salaam hanno avviato un progetto di ricerca tanzaniano-tedesco sulle storie condivise di oggetti culturali.

### Grecia
La Grecia chiede il rimpatrio dei marmi di Elgin dal British Museum, prelevati dal Partenone dal conte di Elgin. Dal 1816, il British Museum detiene i marmi del Partenone dopo averli acquistati dal conte di Elgin. L'acquisizione dei marmi è stata accolta con polemiche in Gran Bretagna, con alcuni che hanno sostenuto la decisione mentre altri l'hanno condannata come vandalismo. Nonostante le richieste di rimpatrio da parte del governo greco, il museo è rimasto in gran parte in silenzio sui Marmi, sebbene abbia difeso il proprio diritto di possederli ed esporli.
La Grecia chiede anche la restituzione della Vittoria alata di Samotracia, un monumento votivo originariamente rinvenuto sull'isola di Samotracia e inviato al Museo del Louvre in Francia nel 1863.

### Guatemala
Nell'ottobre 2021, un antico manufatto Maya è stato restituito al Museo Nazionale di Archeologia ed Etnologia di Città del Guatemala da un collezionista privato residente in Francia, dopo che era stato messo per la prima volta all'asta nel 2019. Le autorità del Guatemala hanno potuto provare la sua provenienza, in base alla quale il proprietario francese ha rinunciato alla vendita prevista a favore della restituzione dell'opera d'arte.

### Ungheria
I gioielli della corona ungherese furono portati via dalla loro patria dai nazisti durante la seconda guerra mondiale. I tesori furono recuperati a Mattsee in Austria dalla 18ª Divisione di fanteria statunitense il 4 maggio 1945 e custoditi dall'esercito degli Stati Uniti durante la Guerra Fredda a Fort Knox, nel Kentucky. Le insegne ungheresi furono rimpatriate il 6 gennaio 1978 dal segretario di Stato Cyrus Vance, su ordine del presidente Carter.

### India e Pakistan
A sua volta, l'India detiene molti oggetti dal Pakistan, in particolare quelli della civiltà della valle dell'Indo che sono stati rinvenuti in Pakistan nei decenni appena precedenti la spartizione dell'India, sebbene alcuni siano stati restituiti in quel frangente. Periodicamente, i politici pakistani chiedono più rimpatri. Nel 1972, durante le discussioni per l'accordo di Simla tra Pakistan e India, Indira Gandhi, il primo ministro dell'India, avrebbe detto a Zulfiqar Ali Bhutto, il presidente del Pakistan, che avrebbe potuto riprendersi solo uno tra il Re-sacerdote e la Ragazza Danzante, rinvenuti a Mohenjo-daro negli anni '20; Bhutto ha scelto il re-sacerdote, ora a Islamabad.

### Irlanda
L’Irlanda si trova in una posizione insolita per quanto riguarda il rimpatrio dei manufatti culturali; l'intera isola fu sotto il dominio britannico fino al 1922, quando una parte di essa divenne lo Stato libero irlandese (ora Repubblica d'Irlanda). Durante i secoli del dominio britannico, molti manufatti storici irlandesi entrarono nelle collezioni e nei musei britannici. Allo stesso tempo, molti anglo-irlandesi (e alcuni irlandesi cattolici) andarono all'estero come parte degli eserciti e degli amministratori dell'Impero britannico, e gli oggetti acquisiti nell'Impero si trovano ora in diversi musei e collezioni irlandesi.
Inoltre, molti oggetti trovati nell'Irlanda del Nord furono inviati nel XIX secolo a quello che oggi è il Museo Nazionale d'Irlanda a Dublino, allora considerato la collezione nazionale di tutta l'Irlanda, e non sono stati rimpatriati nell'Irlanda del Nord dopo la spartizione dell'Irlanda. Il Bighter Hoard è un esempio.

#### Manufatti stranieri in Irlanda
Il Museo Nazionale d'Irlanda conserva oltre 15.000 oggetti nelle sue collezioni etnografiche; nel 2021, la responsabile delle collezioni Audrey Whitty ha annunciato che il gruppo museale avrebbe indagato sulle sue collezioni, in vista del rimpatrio di coloro che sono considerati saccheggiati. Nel 2013, Fintan O'Toole ha osservato che gran parte del materiale nella collezione etnografica dell'NMI "si trova nella zona grigia tra commercio ed acquisizione coercitiva", ma che altri oggetti erano inequivocabilmente bottini, presi in spedizioni punitive in Africa, Asia e Oceania. Nell'aprile 2021, il Museo Nazionale ha annunciato che 21 bronzi del Benin sarebbero stati restituiti. Questioni similari riguardano l'Hunt Museum e l'Ulster Museum (nell'Irlanda del Nord, ancora parte del Regno Unito).
Nel 2017, il senatore Fintan Warfield ha invitato i musei irlandesi a restituire gli oggetti saccheggiati, affermando tuttavia che "tale materiale dovrebbe essere restituito solo a seguito di un dibattito nazionale, ed a condizione che la loro destinazione finale sia sicura [...] non dovremmo dimenticare che tali collezioni sono e saranno sempre patrimonio delle popolazioni indigene di tutto il mondo; in luoghi come la Birmania, la Cina e l'Egitto." Il Dipartimento delle Arti, del Patrimonio e del Gaeltacht si è opposto per motivi di costo e ha osservato che istituzioni come il Museo Nazionale e la Biblioteca Nazionale godono di indipendenza curatoriale.

#### Manufatti irlandesi all'estero
Pochissimi artefatti antichi provenienti dall'Irlanda hanno lasciato le isole britanniche, ma molti sono in Inghilterra, in particolare al British Museum, che era considerato il museo nazionale appropriato prima della fondazione del Museo Nazionale d'Irlanda nel 1877, e talvolta anche dopo. La dottoressa Laura McAtackney dell'Università di Aarhus ha osservato che "tra le discussioni sul rimpatrio dai musei coloniali, gli oggetti irlandesi sono quasi assenti, quando ovviamente la maggior parte fu depositata nel British Museum (tra gli altri musei) prima dell'indipendenza".
Lo scheletro del "gigante irlandese" Charles Byrne (1761–1783) è esposto al pubblico nell'Hunterian Museum, nonostante fosse stato espresso desiderio di Byrne quello di essere sepolto in mare. La scrittrice Hilary Mantel ha chiesto nel 2020 che i resti dell'uomo fossero sepolti in Irlanda.
Augustus Pitt Rivers rimosse tre pietre ogham del V secolo da Roovesmoor Rath, nella contea di Cork; ed ad oggi sono al British Museum. Il British Museum conserva anche 200 manoscritti in lingua irlandese, molti lasciati in eredità dai proprietari terrieri ma alcuni depredati in guerra, come il Libro di Lismore, sequestrato dal visconte Lewis Boyle nelle guerre confederate irlandesi. Nel 2020 il Libro di Lismore è stato donato all'University College di Cork dal Chatsworth Settlement Trust. Il college prevede di esporlo nella propria biblioteca. Altri importanti manufatti irlandesi nel British Museum includono il Santuario della campana di San Cuileáin, la spilla di Londesborough, metà del tesoro di Dowris, parte del tesoro del nord di Mooghaun, il gancio di Dunaverney, il bastone di Kells, quattro placche della crocifissione, bracciali, sigilli, targhe religiose ed anelli.
L'Ashmolean Museum contiene anche centinaia di manufatti irlandesi raccolti sotto il dominio britannico, come il disco del sole di Ballyshannon, donato al museo nel 1696, subito dopo la guerra Williamite; e due lunule d'oro della contea di Cork, raccolte da John Evans.

#### Dispute infra-irlandesi
Importanti oggetti rinvenuti nell'Irlanda del Nord furono inviati per lo più a Londra, poi a Dublino, poi dopo l'indipendenza irlandese spesso di nuovo a Londra, fino al 1962, quando l'Ulster Museum fu formato come museo nazionale, ricevendo parte del materiale londinese.
Gli antropologi vittoriani del Trinity College di Dublino rimossero teschi ed ossa dai siti monastici nell'Irlanda occidentale. È stato richiesto anche il rimpatrio di questi resti e nel febbraio 2023 il college ha annunciato che avrebbe restituito 13 teschi rubati a Inishbofin, nella contea di Galway nel XIX secolo.

### Israele
Anche se la Turchia ha avviato una campagna aggressiva per rimpatriare i manufatti di epoca ottomana che sostiene siano stati saccheggiati dalle potenze occidentali, si è rifiutata di restituire l’iscrizione di Siloe (e altri manufatti rinvenuti in Palestina e trasferiti in Turchia) ad Israele. Questa posizione incoerente è stata notata, tra gli altri, da Hershel Shanks, fondatore della Biblical Archaeology Review.

### Italia

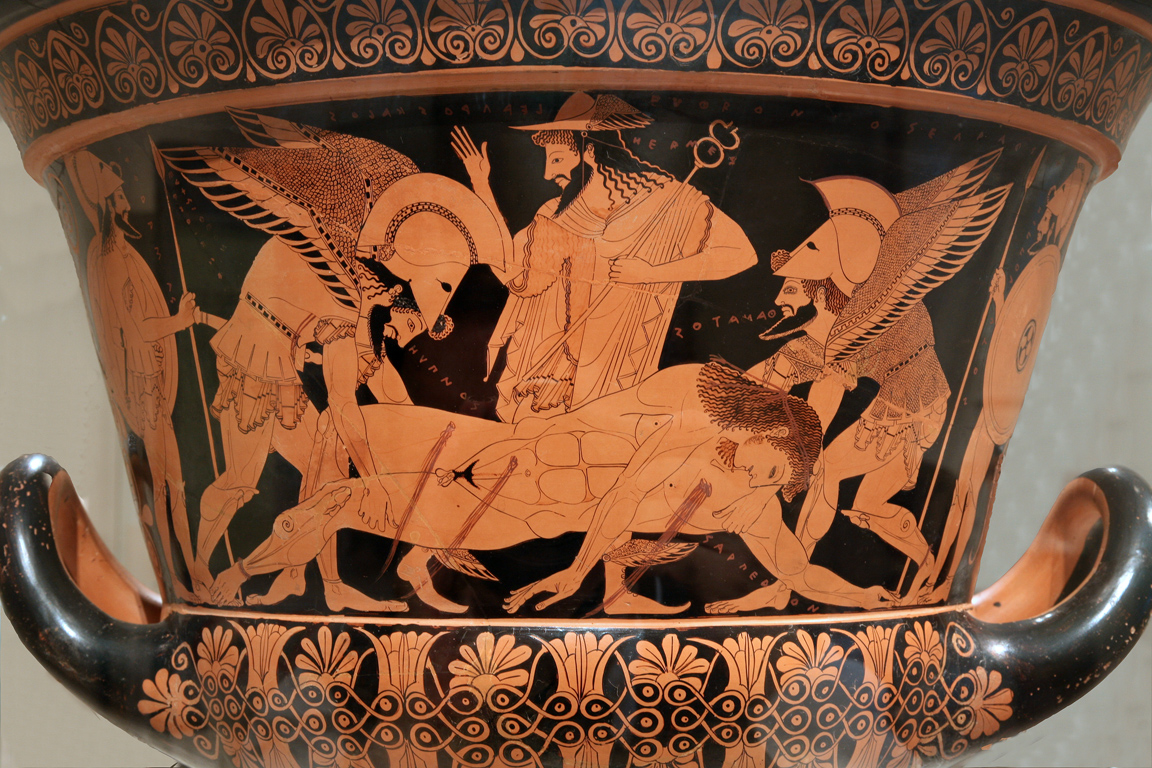
Cratere di Eufronio

Nel febbraio 2006, il Metropolitan Museum of Art ha negoziato il rimpatrio del Cratere di Eufronio in Italia, da dove si pensava fosse stato trafugato all'inizio degli anni '70.

### Libia
Nel 2008, l'Italia ha restituito alla Libia la Venere di Cirene, che era stata trasportata in Italia quasi 100 anni prima.

### Marocco
Nel 1612, la biblioteca personale del sultano Zaydan An-Nasser del Marocco fu affidata al console francese Jean Phillipe de Castellane, che ne gestì la trasposizione, dopo che aspettò sei giorni senza ricevere la paga. Quattro navi spagnole della flotta dell'ammiraglio Luis Fajardo catturarono la nave con le merci rubate, e la portarono a Lisbona (allora parte dell'Impero spagnolo). Nel 1614, la Biblioteca Zaydani fu trasferita a El Escorial. Da allora i diplomatici marocchini hanno chiesto la restituzione dei manoscritti. Alcuni manoscritti arabi sono stati consegnati dalla Spagna, ma non dalla collezione Zaydani. Nel 2013, l'Istituto spagnolo del patrimonio culturale ha presentato alle autorità marocchine copie su microfilm dei manoscritti. 

### Stati Uniti
Il Native American Graves Protection and Repatriation Act (NAGPRA), approvato nel 1990, prevede che i musei e le agenzie federali restituiscano determinati oggetti culturali come resti umani, oggetti funerari, oggetti sacri, ecc. ai discendenti diretti ed alle tribù indiane culturalmente affiliate, oltre che organizzazioni di nativi hawaiani. Tuttavia, la legislazione ha i suoi limiti ed è stata contestata con successo sia a livello nazionale che extraterritoriale.

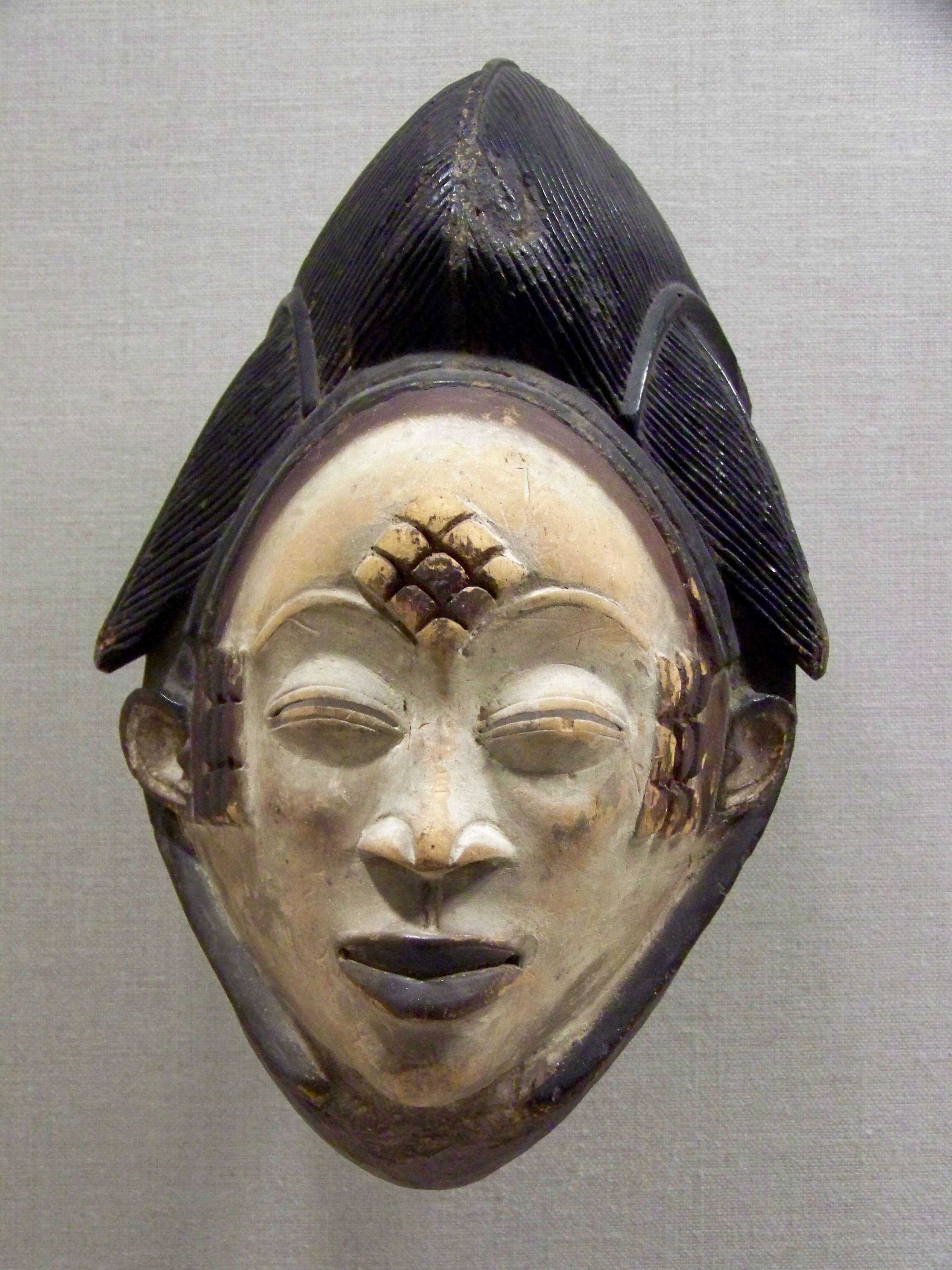
Maschera di legno del Gabon conservata al Metropolitan Museum of Art di New York

L'Archivio ebraico iracheno è una raccolta di 2.700 libri e decine di migliaia di documenti storici della comunità ebraica irachena scoperti dall'esercito degli Stati Uniti nel seminterrato del quartier generale dell'intelligence di Saddam Hussein durante l'invasione americana dell'Iraq nel 2003. Questi artefatti furono abbandonati durante l'Operazione Ezra e Nehemiah negli anni '50, quando quasi tutti gli ebrei iracheni fecero l'aliya in Israele a condizione (imposta dal governo iracheno) di lasciare le loro proprietà. L'archivio è stato temporaneamente custodito dagli Stati Uniti dal 2003 e sarà trasferito permanentemente in Iraq nel 2018. Questo piano è controverso: alcuni studiosi del Medio Oriente e organizzazioni ebraiche hanno ritenuto che, poiché i materiali furono abbandonati sotto costrizione, e poiché quasi nessun ebreo vive oggi in Iraq, l'archivio dovrebbe invece essere ospitato in Israele o negli Stati Uniti.
Anche prima del già citato rapporto di Sarr e Savoy, molte collezioni negli Stati Uniti avevano già esaminato la provenienza dei loro oggetti che rappresentavano l'arte africana o non occidentale. Nel 2008, l’American Association of Museum Director ha adottato delle linee guida per l’acquisizione dei manufatti.
Pertanto, la ricerca sulla provenienza e la consapevolezza di mantenere le proprie collezioni irreprensibili stanno spingendo sempre più i curatori dei musei a rispondere favorevolmente alle richieste di restituzione. Guardando il numero di oggetti, tuttavia, ci sono relativamente pochi oggetti conosciuti che sono stati restituiti, ad esempio alla Nigeria.
Nel 2015, il Cleveland Museum of Art ha restituito volontariamente alla Cambogia una scultura del X secolo del dio scimmia indù Hanuman, dopo che un curatore del museo aveva scoperto che era stata saccheggiata. Tess Davis, archeologa ed avvocato della Antiquities Coalition, ha elogiato la decisione del museo, ma ha detto: “L'Hanuman è apparso per la prima volta sul mercato, mentre la Cambogia era nel mezzo di una guerra e stava affrontando un genocidio. Come si poteva non sapere che si trattava di un oggetto rubato? L’unica risposta è che nessuno voleva saperlo”.
Nell'agosto 2021, circa 17.000 opere d'arte dell'antica Mesopotamia risalenti a più di 4.000 anni fa sono state restituite in Iraq da musei negli Stati Uniti. Erano state saccheggiate dopo l'invasione dell'Iraq del 2003 e, nonostante la loro provenienza illegale, erano state vendute sul mercato internazionale. Uno di questi oggetti, la cosiddetta Tavola dei sogni di Gilgamesh, una lastra di pietra con iscrizioni, è stata acquistata nel 2014 attraverso la casa d'aste internazionale Christie's per oltre 1,6 milioni di dollari da un museo di Washington.

### Polonia
Nel 2022, Piotr Gliński, ministro della cultura polacco, avanzò una richiesta formale al Museo Pushkin russo di restituire sette dipinti che furono saccheggiati dall'Armata Rossa durante la seconda guerra mondiale. Questa richiesta riguarda sette dipinti di artisti italiani databili dal XIV al XVIII secolo, tra cui Due Santi di Spinello Aretino e Adorazione del Bambino di Lorenzo di Credi.

### Generali
1. ↑  (EN) David Gilks, ATTITUDES TO THE DISPLACEMENT OF CULTURAL PROPERTY IN THE WARS OF THE FRENCH REVOLUTION AND NAPOLEON, in The Historical Journal, vol. 56, n. 1, 2013-03,  pp. 113-143, DOI:10.1017/S0018246X12000453. URL consultato il 9 settembre 2023.
2. ↑  (EN) » Napoleon’s appropriation of Italian cultural treasures, su smarthistory.org. URL consultato il 9 settembre 2023.
3. 1 2  (EN) Philip Oltermann, Berlin's plan to return Benin bronzes piles pressure on UK museums, in The Guardian, 23 marzo 2021. URL consultato il 9 settembre 2023.
4. ↑  Miles, p. 20
5. 1 2  Miles, p. 13
6. ↑  Miles, p. 65
7. ↑  (EN) Jacob Isager, Pliny on Art and Society: The Elder Pliny's Chapters On The History Of Art, Routledge, 15 aprile 2013, ISBN 978-1-135-08580-3. URL consultato il 9 settembre 2023.
8. ↑  Miles, p.4
9. ↑  Miles, p.5
10. ↑  Miles, p. 5
11. 1 2  Miles, p. 320
12. ↑  Vedi Miles, p. 320
13. 1 2  Miles, p. 321
14. ↑  Ironicamente uno dei nomi inclusi era quello di Vivant Denon, futuro direttore del Louvree faciltatore delle spoliazioni napoleoniche di artefatti dall'Egitto (cfr. Miles, p. 326)
15. ↑  Miles, p. 328
16. 1 2 3  Miles, p. 329
17. 1 2   Samuel Andrew Hardy, Conflict antiquities’ rescue or ransom: The cost of buying back stolen cultural property in contexts of political violence, in International Journal of Cultural Property, vol. 28, n. 1, 2021-02,  pp. 5-26, DOI:10.1017/s0940739121000084. URL consultato il 9 settembre 2023.
18. ↑  (EN) Brodie, N. (2005), ‘The circumstances and consequences of the British Library’s 1994 acquisition of some Kharosthi manuscript fragments’, Culture Without Context (17), 5–12. « Trafficking Culture, su traffickingculture.org. URL consultato il 9 settembre 2023.
19. ↑  Miles, p. 330
20. ↑  Miles, p. 331
21. ↑  Miles, p. 332
22. ↑  Miles, p. 334.
23. ↑  Miles, p. 341
24. ↑  Miles, p. 144
25. 1 2   Economist, 1997.
26. ↑  (EN) Barry Meier e James Glanz, Looted treasure returning to Iraq national museum - Africa & Middle East - International Herald Tribune, in The New York Times, 26 luglio 2006. URL consultato il 9 settembre 2023.
27. 1 2  Greenfield, p. 263
28. 1 2   Copia archiviata, in Smithsonian Magazine. URL consultato il 6 aprile 2023 (archiviato dall'url originale il 1º febbraio 2008).
29. 1 2  Greenfield, p. 268
30. ↑  Greenfield, p. 267
31. ↑  Miles, p. 350
32. 1 2  Miles, p. 352
33. ↑  Miles, p. 271
34. 1 2  (EN) Faye Harris, Understanding human remains repatriation: practice procedures at the British Museum and the Natural History Museum, in Museum Management and Curatorship, vol. 30, n. 2, 15 marzo 2015,  pp. 138-153, DOI:10.1080/09647775.2015.1022904. URL consultato il 9 settembre 2023.
35. ↑   Vicki Cassman, Human Remains: Guide for Museums and Academic Institutions, in AltaMira Press, 2007,  pp. 21-27.
36. ↑  The British Museum Policy on Human Remains, https://www.britishmuseum.org/sites/default/files/2019-11/00%2001%20BM%20Policy%20Human%20Remains%206%20Oct%202006.pdf
37. 1 2 3 4 5 6 7 8  (EN) Irini A. Stamatoudi, Cultural Property Law and Restitution: A Commentary to International Conventions and European Union Law, Edward Elgar Publishing, 1º gennaio 2011, ISBN 978-0-85793-030-9. URL consultato il 9 settembre 2023.
38. ↑   Geoffrey Lewis, ATTITUDES TOWARDS CULTURAL PROPERTY: Some thoughts in the context of the return of cultural property to its country of origin, in Newsletter (Museum Ethnographers Group), n. 14, 1983,  pp. 16-33. URL consultato il 9 settembre 2023.
39. ↑  Greenfield, p. 270
40. 1 2  (EN) Françoise Rivière, Editorial, in Museum International, vol. 61, n. 1-2, 2009-05,  pp. 4-5, DOI:10.1111/j.1468-0033.2009.01686.x. URL consultato il 9 settembre 2023.
41. ↑  (EN) Mounir Bouchenaki, Return and restitution of cultural property in the wake of the 1970 Convention, in Museum International, vol. 61, n. 1-2, 2009-05,  pp. 139-144, DOI:10.1111/j.1468-0033.2009.01676.x. URL consultato il 9 settembre 2023.
42. ↑  (EN) unidroit.org,  https://web.archive.org/web/20100326162020/http://www.unidroit.org/english/conventions/1995culturalproperty/1995culturalproperty-e.htm. URL consultato il 6 aprile 2023 (archiviato dall'url originale il 26 marzo 2010).
43. ↑  Silberman, pp. 249–50
44. ↑  Said pag. 86
45. 1 2 3  Colla pag. 103
46. ↑  Miles pag. 320
47. ↑  Anderson 164
48. ↑  Colla 4
49. 1 2  Colla pag. 5
50. 1 2 3  Anderson pag. 181
51. ↑  Diaz-Andreu, p. 54
52. ↑  Colla pag. 12
53. ↑  Kohl, Fawcett, p. 5
54. ↑  Cuno, pp. xx–xxxvi
55. ↑  Cuno, pp. xxxv
56. 1 2  (EN) Vanessa M. Tuensmeyer, Repatriation and Multilevel Heritage Legislation in Canada and Australia: A Comparative Analysis of the Challenges in Repatriating Religious Artefacts to Indigenous Communities, Springer, 2014,  pp. 183-206, DOI:10.1007/978-3-642-45094-5_8, ISBN 978-3-642-45094-5. URL consultato il 9 settembre 2023.
57. 1 2  (EN) Athanasios Yupsanis, CULTURAL PROPERTY ASPECTS IN INTERNATIONAL LAW: THE CASE OF THE (STILL) INADEQUATE SAFEGUARDING OF INDIGENOUS PEOPLES' (TANGIBLE) CULTURAL HERITAGE, in Netherlands International Law Review, vol. 58, n. 3, 2011-12,  pp. 335-361, DOI:10.1017/S0165070X11300022. URL consultato il 9 settembre 2023.
58. ↑  (EN) James A. R. Nafziger e Ann Nicgorski, Conference on Cultural Heritage Issues: The Legacy of Conquest, Colonization and Commerce, Willamette University, Salem, Oregon October 12–14, 2006, in International Journal of Cultural Property, vol. 14, n. 4, 2007-11,  pp. 445-446, DOI:10.1017/S0940739107070300. URL consultato il 9 settembre 2023.
59. 1 2  (EN) We Are Coming Home, su Athabasca University Press. URL consultato il 9 settembre 2023.
60. ↑  (EN) ISBN 978-0-85793-030-9,  https://books.google.com/books?id=5WKDBTKT3FgC&q=UK+and+cultural+restitution&pg=PR1.
61. 1 2  (EN) John Henry Merryman, Two Ways of Thinking about Cultural Property, in American Journal of International Law, vol. 80, n. 4, 1986-10,  pp. 831-853, DOI:10.2307/2202065. URL consultato il 9 settembre 2023.
62. ↑  (EN) Declaration of The Importance and Value of Universal Museums | PDF | Museum | Sculpture, su Scribd. URL consultato il 9 settembre 2023.
63. 1 2 3 4  (EN) Robert Hallman, Museums and Cultural Property: A Retreat from the Internationalist Approach, in International Journal of Cultural Property, vol. 12, n. 2, 2005-05,  pp. 201-223, DOI:10.1017/S0940739105050095. URL consultato il 9 settembre 2023.
64. 1 2  (EN) NameBright - Coming Soon, su restitutionreport2018.com. URL consultato il 9 settembre 2023 (archiviato dall'url originale il 15 agosto 2021).
65. 1 2   James Cuno, Culture War: The Case Against Repatriating Museum Artifacts, in Foreign Affairs, vol. 93, n. 6, 2014,  pp. 119-129. URL consultato il 9 settembre 2023.
66. ↑  (EN) Christopher B. Donnan, W. M. Sudduth e Park Elliott Dietz, Archeology and Looting: Preserving the Record, in Science, vol. 251, n. 4993, 1991,  pp. 498-499. URL consultato il 9 settembre 2023.
67. ↑   2008.
68. ↑  (EN) Homepage, su GPA Publications. URL consultato il 9 settembre 2023.
69. 1 2  (EN) Egypt demands return of the Rosetta Stone, su The Telegraph, 20 luglio 2003. URL consultato il 9 settembre 2023.
70. 1 2  (EN) Shuchen Wang, Museum coloniality: displaying Asian art in the whitened context, in International Journal of Cultural Policy, vol. 27, n. 6, 19 settembre 2021,  pp. 720-737, DOI:10.1080/10286632.2020.1842382. URL consultato il 9 settembre 2023.
71. ↑  (EN) Napried Exploration, su napried.com. URL consultato il 9 settembre 2023.
72. 1 2  (EN) Moira Simpson, Museums and restorative justice: heritage, repatriation and cultural education, in Museum International, vol. 61, n. 1-2, 2009-05,  pp. 121-129, DOI:10.1111/j.1468-0033.2009.01669.x. URL consultato il 9 settembre 2023.
73. ↑  Michael Dodson, "Diritti culturali e responsabilità educative", The Frank Archibald Memorial Lecture, Università del New England, 5 settembre 1994
74. ↑   2010,  pp. 15-19, ISBN 9781845459581.
75. ↑   Susan Douglas e Melanie Hayes, Giving Diligence Its Due: Accessing Digital Images in Indigenous Repatriation Efforts, in Heritage, vol. 2, n. 2, 27 aprile 2019,  pp. 1260-1273, DOI:10.3390/heritage2020081. URL consultato il 9 settembre 2023.
76. ↑  (EN) Amber Kiri Aranui, Restitution or a Loss to Science? Understanding the Importance of Māori Ancestral Remains, in Museum and Society, vol. 18, n. 1, 23 marzo 2020,  pp. 19-29, DOI:10.29311/mas.v18i1.3245. URL consultato il 9 settembre 2023 (archiviato dall'url originale il 1º agosto 2023).
77. ↑  (EN) Andreas Winkelmann, Repatriations of human remains from Germany – 1911 to 2019, in Museum and Society, vol. 18, n. 1, 23 marzo 2020,  pp. 40-51, DOI:10.29311/mas.v18i1.3232. URL consultato il 9 settembre 2023 (archiviato dall'url originale il 1º agosto 2023).
78. 1 2  (EN) Pauno Soirila, Indeterminacy in the cultural property restitution debate, in International Journal of Cultural Policy, vol. 28, n. 1, 2 gennaio 2022,  pp. 1-16, DOI:10.1080/10286632.2021.1908275. URL consultato il 9 settembre 2023.
79. ↑  (EN) Shea Elizabeth Esterling, Legitimacy, Participation and International Law-Making: ‘Fixing’ the Restitution of Cultural Property to Indigenous Peoples (XML), Brill Nijhoff, 28 ottobre 2020,  pp. 158-184, DOI:10.1163/9789004424159_008, ISBN 978-90-04-42415-9. URL consultato il 9 settembre 2023.
80. ↑  (EN) Tiffany Jenkins, Contesting Human Remains in Museum Collections: The Crisis of Cultural Authority, Routledge, 14 dicembre 2010, ISBN 978-1-136-89786-3. URL consultato il 9 settembre 2023.
81. 1 2  (EN) Lynette Russell, Myles Russell Cook, Museums are returning indigenous human remains but progress on repatriating objects is slow, su The Conversation, 1º dicembre 2016. URL consultato il 9 settembre 2023.
82. ↑   ABC News,  https://www.abc.net.au/news/2021-05-19/sacred-indigenous-objects-returned-rom-england/100148528.
83. 1 2  (EN) Josh Halliday e Josh Halliday North of England correspondent, Manchester museum returns stolen sacred artefacts to Indigenous Australians, in The Guardian, 20 novembre 2019. URL consultato il 9 settembre 2023.
84. ↑  (EN) arts.gov.au, 9 settembre 2023,  https://www.arts.gov.au/what-we-do/cultural-heritage/indigenous-repatriation.
85. ↑  (EN) Jens Korff, Creative Spirits, Aboriginal remains repatriation, su Creative Spirits, 8 dicembre 2021. URL consultato il 9 settembre 2023.
86. ↑  (EN) acrawsa.org.au,  https://web.archive.org/web/20200927130851/https://acrawsa.org.au/2018/05/18/how-the-british-museum-changed-its-story-about-the-gweagal-shield/. URL consultato il 27 aprile 2023 (archiviato dall'url originale il 27 settembre 2020).
87. ↑  (EN) Once were warriors, su The Sydney Morning Herald, 11 novembre 2002. URL consultato il 9 settembre 2023.
88. ↑  (EN) Jason Gibson, ‘You’re my kwertengerl’: transforming models of care for central Australian aboriginal museum collections, in Museum Management and Curatorship, vol. 34, n. 3, 4 maggio 2019,  pp. 240-256, DOI:10.1080/09647775.2018.1549506. URL consultato il 9 settembre 2023.
89. ↑  (EN) Morrison needs to get behind push to bring precious Aussie artefacts home, su amp.smh.com.au. URL consultato il 9 settembre 2023.
90. 1 2  (EN) Homecoming 100 years in the making: Sacred Arrernte objects returned, in ABC News, 19 maggio 2021. URL consultato il 9 settembre 2023.
91. ↑  (EN) Sacred Indigenous objects handed back after 100 years in United States museums, in ABC News, 7 novembre 2019. URL consultato il 9 settembre 2023.
92. ↑  (EN) Precious Indigenous artefacts 'woken up' after decades in overseas museums, in ABC News, 1º dicembre 2019. URL consultato il 9 settembre 2023.
93. ↑  (EN) Australian Associated Press, ‘They belong to Waramungu’: New Zealand museum agrees to return items to Indigenous Australians, in The Guardian, 25 settembre 2022. URL consultato il 9 settembre 2023.
94. ↑  (EN) Paul Turnbull, International Repatriations of Indigenous Human Remains and Its Complexities: the Australian Experience [collegamento interrotto], in Museum and Society, vol. 18, n. 1, 23 marzo 2020,  pp. 6-18, DOI:10.29311/mas.v18i1.3246. URL consultato il 9 settembre 2023.
95. ↑  (EN) mgnsw.org.au,  https://mgnsw.org.au/wp-content/uploads/2019/01/keeping_places_and_beyondnew2.pdf.
96. ↑  (EN) The Aboriginal Heritage Museum and Keeping Place - Aboriginal Heritage Office, su aboriginalheritage.org, 18 agosto 2011. URL consultato il 9 settembre 2023.
97. ↑   Julia D. Harrison e Bruce Trigger, 'The Spirit Sings' and the Future of Anthropology, in Anthropology Today, vol. 4, n. 6, 1988,  pp. 6-10, DOI:10.2307/3032945. URL consultato il 9 settembre 2023.
98. 1 2  (EN) museums.in1touch.org,  http://museums.in1touch.org/uploaded/web/docs/Task_Force_Report_1994.pdf.
99. ↑   2016, ISBN 978-1-4426-2243-2, OCLC 965828368.
100. ↑  (EN) Esther Addley, How one Derbyshire museum took initiative in returning Indigenous artefacts, in The Guardian, 13 febbraio 2023. URL consultato il 9 settembre 2023.
101. ↑  (EN) Buenos Aires, Easter Island statue heads home, su The Age, 18 aprile 2006. URL consultato il 9 settembre 2023.
102. ↑  (EN) news.xinhuanet.com,  http://news.xinhuanet.com/english2010/culture/2010-11/08/c_13596596.html.
103. ↑   cairomagazine.com - cairomagazine Resources and Information., su ww16.cairomagazine.com. URL consultato il 9 settembre 2023.
104. ↑  (EN) ‘Return Rosetta Stone to Egypt’ demands country’s leading archaeologist Zahi Hawass, su The Art Newspaper - International art news and events, 22 agosto 2022. URL consultato il 9 settembre 2023.
105. ↑  (EN) Francesca Aton, Renowned Egyptian Archaeologist Calls for British Museum to Return the Rosetta Stone, su ARTnews.com, 22 agosto 2022. URL consultato il 9 settembre 2023.
106. ↑  (EN) The British Museum,  https://www.britishmuseum.org/our-work/departments/human-remains/request-repatriation-human-remains-tasmania. URL consultato il 17 gennaio 2023.
107. ↑  (EN) legislation.gov.uk,  https://www.legislation.gov.uk/ukpga/2004/30/section/47.
108. 1 2   Emily Duthie, The British Museum: An Imperial Museum in a Post-Imperial World, in Public History Review, vol. 18, 31 dicembre 2011,  pp. 12-25, DOI:10.5130/phrj.v18i0.1523. URL consultato il 9 settembre 2023.
109. ↑  (EN) bills.parliament.uk,  https://bills.parliament.uk/bills/2877/stages.
110. ↑  (EN) the Guardian,  https://www.theguardian.com/culture/2022/sep/25/museums-england-wales-powers-to-dispose-objects-moral-grounds. URL consultato il 16 gennaio 2023.
111. ↑  (EN) ekathimerini.com,  https://www.ekathimerini.com/culture/1194535/new-charities-act-may-compel-museums-to-return-cultural-artifacts/. URL consultato il 15 gennaio 2023.
112. ↑  (EN) the Guardian,  https://www.theguardian.com/culture/2022/nov/28/london-museum-returns-looted-benin-city-artefacts-to-nigeria. URL consultato il 17 gennaio 2023.
113. ↑  (EN) The return north of Jacob's pillow may prove cold comfort to Mr Major, argues Malcolm Dickson Tory moment of destiny, su The Herald, 4 luglio 1996. URL consultato il 9 settembre 2023.
114. ↑  (EN) Nation.Cymru,  https://nation.cymru/news/buried-treasure-calls-for-important-welsh-artefacts-to-be-brought-back-home/. URL consultato il 10 febbraio 2022.
115. ↑  (CY) Yn ôl i Gymru?, in BBC Cymru Fyw, 3 aprile 2016. URL consultato il 9 settembre 2023.
116. ↑  "TV Sting rivela un accordo artistico illegale" (12 febbraio 1997). Il quotidiano Telegraph.
117. ↑  "Smuggled art clampdown by Sotheby's" (17 dicembre 1997). The Times.
118. ↑  (EN) theaustralian.com.au,  https://www.theaustralian.com.au/arts/doubts-emerge-over-indian-idols-at-art-gallery-of-south-australia/news-story/e8bbd710dc4bf5ee0467df6d20027405.
119. ↑  (EN) Matthew, Greece requests return of Parthenon marbles, su Elginism, 1º aprile 2007. URL consultato il 9 settembre 2023.
120. ↑  (EN) Newsweek Staff, Who Owns the Elgin Marbles?, su Newsweek, 5 giugno 2009. URL consultato il 9 settembre 2023.
121. ↑   Restitution Report: museum directors respond, su The Art Newspaper - International art news and events, 27 novembre 2018. URL consultato il 9 settembre 2023.
122. ↑  (EN) David Sanderson, Arts Correspondent, Minister rules out return of treasures, 9 settembre 2023. URL consultato il 9 settembre 2023.
123. ↑  (EN) Alex Marshall, This Art Was Looted 123 Years Ago. Will It Ever Be Returned?, in The New York Times, 23 gennaio 2020. URL consultato il 9 settembre 2023.
124. ↑  (EN) Nadia Khomami, Nadia Khomami Arts e culture correspondent, Cambridge college to be first in UK to return looted Benin bronze, in The Guardian, 15 ottobre 2021. URL consultato il 9 settembre 2023.
125. ↑  (EN) Lanre Bakare, Regional museums break ranks with UK government on return of Benin bronzes, in The Guardian, 26 marzo 2021. URL consultato il 9 settembre 2023.
126. ↑  (EN) Vol. III, No. 3 (Oct. 19, 1932), su Trove. URL consultato il 9 settembre 2023.
127. ↑  (EN) Committed to Change, su prm.ox.ac.uk. URL consultato il 9 settembre 2023.
128. ↑  (EN) Yohann Koshy, Hey, that's our stuff: Maasai tribespeople tackle Oxford's Pitt Rivers Museum, in The Guardian, 4 dicembre 2018. URL consultato il 9 settembre 2023.
129. ↑  (EN) Restitution of Knowledge, su tu.berlin. URL consultato il 9 settembre 2023.
130. ↑  (EN) The Times & The Sunday Times, su thetimes.co.uk, 9 settembre 2023. URL consultato il 9 settembre 2023.
131. ↑  (EN) Staatliche Museen zu Berlin, Staatliche Museen zu Berlin: About the collection, su Staatliche Museen zu Berlin. URL consultato il 9 settembre 2023.
132. ↑  (EN) Calls grow to return looted colonial art – DW – 01/05/2019, su dw.com. URL consultato il 9 settembre 2023.
133. ↑   Andreas Winkelmann, Repatriations of human remains from Germany – 1911 to 2019, in Museum and Society, vol. 18, n. 1, 23 marzo 2020,  pp. 40-51, DOI:10.29311/mas.v18i1.3232. URL consultato il 9 settembre 2023.
134. ↑  (DE) Goethe-Institut Tansania | Sprache. Kultur. Deutschland., su goethe.de. URL consultato il 9 settembre 2023.
135. ↑   Culture ministers from 16 German states agree to repatriate artefacts looted in colonial era, su The Art Newspaper - International art news and events, 14 marzo 2019. URL consultato il 9 settembre 2023.
136. ↑  (EN) Staatliche Museen zu Berlin, Staatliche Museen zu Berlin: Tanzania–Germany: Shared Object Histories?, su Staatliche Museen zu Berlin. URL consultato il 9 settembre 2023.
137. ↑  (EN) Helena Smith, 'Product of theft': Greece urges UK to return Parthenon marbles, in The Guardian, 20 giugno 2020. URL consultato il 9 settembre 2023.
138. ↑  (EN) Jonathan Jones, Let's not lose our marbles over the British Museum boss's remarks, in The Guardian, 29 gennaio 2019. URL consultato il 9 settembre 2023.
139. ↑   La Grecia vuole la Vittoria di Samotracia, su greekreporter.com.
140. ↑  (EN) Harmeet Kaur, A private collector is returning a Mayan artifact to Guatemala, su CNN, 26 ottobre 2021. URL consultato il 9 settembre 2023.
141. ↑  (EN) Returning the Crown of Saint Stephen to post-Cold War Hungary – Association for Diplomatic Studies & Training, su adst.org. URL consultato il 9 settembre 2023.
142. ↑  (EN) With King Priest ‘in hiding’, Dancing Girl yet to take the road back home, su The Express Tribune, 16 luglio 2012. URL consultato il 27 aprile 2023.
143. ↑  (EN) Cavan gems on display virtually, su Anglo Celt, 7 giugno 2021. URL consultato il 9 settembre 2023.
144. ↑  (EN) Colin Coyle, National Museum of Ireland looks to hand back colonial plunder, 9 settembre 2023. URL consultato il 9 settembre 2023.
145. ↑  (EN) Culture Shock: Never mind the Nazis. What about Ireland’s own stolen treasures?, su The Irish Times. URL consultato il 9 settembre 2023.
146. ↑  (EN) Eithne Shortall, National Museum of Ireland forges plan to return looted Benin bronzes, 9 settembre 2023. URL consultato il 9 settembre 2023.
147. ↑  (EN) » Fintan Warfield, Stolen goods will always be Stolen goods, su anphoblacht.com. URL consultato il 9 settembre 2023.
148. ↑  (EN) Paul Hosford, Ireland should 'give back its looted and stolen treasures', su TheJournal.ie, 22 luglio 2017. URL consultato il 9 settembre 2023.
149. ↑  (EN) Darragh Peter Murphy, Hilary Mantel calls for skeleton of Irish 'giant' to be repatriated, in The Guardian, 15 ottobre 2020. URL consultato il 9 settembre 2023.
150. ↑   Irish Examiner,  https://www.irishexaminer.com/lifestyle/arid-20248312.html.
151. ↑   Cultural Objects: 12 Feb 2021: Seanad debates (KildareStreet.com), su kildarestreet.com. URL consultato il 9 settembre 2023.
152. ↑  (EN) Sinéad Crowley, Ancient book about saints and sagas donated to UCC, 28 ottobre 2020. URL consultato il 9 settembre 2023.
153. ↑  (EN) Alison Flood, Historic Book of Lismore returning to Ireland after centuries in British hands, in The Guardian, 28 ottobre 2020. URL consultato il 9 settembre 2023.
154. ↑  (EN) Kells's request for loan of its treasures strikes snags, su The Irish Times. URL consultato il 9 settembre 2023.
155. ↑  (EN) SUMMER ARTWORKS, su ashmolean.org. URL consultato il 9 settembre 2023.
156. ↑  (EN) Ashmolean, su collections.ashmolean.org. URL consultato il 9 settembre 2023.
157. ↑  (EN) Ashmolean Museum: British Archaeology Collections - Ballyshannon Sun Disc, su britisharchaeology.ashmus.ox.ac.uk. URL consultato il 9 settembre 2023.
158. ↑  (EN) The Archaeological Journal, Longman, Rrown [sic] Green, and Longman, 1935. URL consultato il 9 settembre 2023.
159. ↑  (EN) The case of the missing skulls from Inishbofin, 11 aprile 2021. URL consultato il 9 settembre 2023.
160. ↑   Webinar on Human Remains in Museums and other Collections, 9pm, Sept 2, 2020 | Maynooth University, su maynoothuniversity.ie. URL consultato il 9 settembre 2023.
161. ↑  (EN) Rory Carroll e Rory Carroll Ireland correspondent, Trinity College Dublin to return skulls stolen from Inishbofin, in The Guardian, 23 febbraio 2023. URL consultato il 9 settembre 2023.
162. ↑  (EN) Ilan Ben Zion, Despite detente, ancient Hebrew text ‘proving’ Jewish ties to Jerusalem set to stay in Istanbul, su timesofisrael.com. URL consultato il 9 settembre 2023.
163. ↑  (EN) Please Return the Siloam Inscription to Jerusalem, su The BAS Library, 24 agosto 2015. URL consultato il 9 settembre 2023.
164. ↑  (EN) Catharine Titi, The Parthenon Marbles and International Law, in SpringerLink, 2023, DOI:10.1007/978-3-031-26357-6. URL consultato il 9 settembre 2023.
165. ↑   Daniel Hershenzon, Traveling Libraries: The Arabic Manuscripts of Muley Zidan and the Escorial Library, in Journal of Early Modern History, vol. 18, n. 6, 30 ottobre 2014,  pp. 535-558, DOI:10.1163/15700658-12342419. URL consultato il 9 settembre 2023.
166. ↑  (EN) nps.gov,  https://www.nps.gov/nagpra/FAQ/INDEX.HTM.
167. ↑  Kevin P. Ray, NAGPRA e i suoi limiti: rimpatrio del patrimonio culturale indigeno, 15 J.MARSHALL REV.INTELL.PROP.L.472(2016).PDF
168. ↑  (EN) Who owns the Jewish treasures that were hidden in Saddam Hussein's basement?, su PBS NewsHour, 29 aprile 2014. URL consultato il 9 settembre 2023.
169. 1 2  (EN) Kanishk Tharoor, Museums and looted art: the ethical dilemma of preserving world cultures, in The Guardian, 29 giugno 2015. URL consultato il 9 settembre 2023.
170. ↑  (EN) Robin Scher, Better Safe Than Sorry: American Museums Take Measures Mindful of Repatriation of African Art, su ARTnews.com, 11 giugno 2019. URL consultato il 9 settembre 2023.
171. ↑  (EN) Oscar Holland, US returns over 17,000 looted artifacts to Iraq, su CNN, 5 agosto 2021. URL consultato il 9 settembre 2023.
172. ↑  (EN) AP, Poland to ask Russia to return paintings looted by Red Army in WW2, in The Guardian, 14 settembre 2022. URL consultato il 9 settembre 2023.
173. ↑  (EN) abcnews.go.com,  https://abcnews.go.com/Entertainment/wireStory/poland-russia-return-paintings-looted-wwii-89885488. URL consultato il 9 settembre 2023.

### Esplicative
1. ↑  Secondo il poema sumero intitolato La Maledizione di Akkad, Naram-Sin fu responsabile del crollo dell'Impero accadico poiché saccheggiò e distrusse il Tempio di Enlil e di conseguenza incitò l'ira degli dei, vedi Miles, p. 16
2. ↑  Il Laocoonte era il leggendario sacerdote troiano che avvertì i Troiani di non accettare il cavallo di legno che i Greci offrirono ad Atena. Un dio ostile a Troia inviò serpenti marini per uccidere lui e i suoi figli, il che portò alla caduta di Troia e annunciò la definitiva fondazione di Roma, vedi Miles, p. 321
3. ↑  Come mostrato nel documentario Rape of Europa: The Fate of Europe's Treasures in the Third Reich and the Second World War di L.H. Nicholas, New York, 1994
4. ↑  In precedenza esisteva anche un programma nazionale di restituzione dei beni culturali indigeni (RICP) gestito dall’ex Dipartimento dell’Ambiente, dell’Acqua, del Patrimonio e delle Arti.
5. ↑  Per i dettagli dell'incidente vedi: Chantal de la Véronne, Summary History of the Sa'dians in Morocco, 1997, p. 78
6. ↑  Vedi sezione Argomenti a favore e contro il rimpatrio